# Rodewisch
Rodewisch (vogtländisch Ruewisch oder Ruebisch) ist eine Kleinstadt im Vogtlandkreis in Sachsen. Gelegen im Tal der Göltzsch liegt die Stadt im Osten des Vogtlandes unweit des Erzgebirges. Erstmals erwähnt wurde Redewisch 1411. Durch Erbteilung entstanden drei eigenständige Rittergutsbezirke, die sich erst 1856 zur heutigen Stadt Rodewisch zusammenschlossen. Das Stadtrecht erhielt die Gemeinde am 8. Mai 1924. Damit feierte die junge Stadt im Jahr 2024 „100 Jahre Stadtrecht“.
Über Jahrhunderte dominierten in Rodewisch die Landwirtschaft und das Messingwerk Niederauerbach die wirtschaftliche Entwicklung, bis mit der Industrialisierung die Textilindustrie, wie die örtliche Filztuchfabrik, Einzug hielt und in der Gründerzeit für beachtlichen Bevölkerungszuwachs sowie städtische Bebauung sorgte. Rodewisch bezeichnet sich heute als „Stadt der Schloßinsel und des Planetariums“. Letzteres wurde gebaut, weil es in der Schulsternwarte der Pestalozzischule 1957 gelang, Sputnik 1, den ersten künstlichen Erdtrabanten, weltweit das erste Mal zu fotografieren.
Die Stadt mit etwa 6.500 Einwohnern ist Mitglied im Mittelzentralen Städteverbund Göltzschtal, gegen dessen Ausbau zu einer Stadt sich viele Bürger wehren. Bekanntheit erreicht Rodewisch zudem als Standort zweier Krankenhäuser mit zusammen über 700 Betten. Nach der Wende hat Rodewisch Rützengrün und Röthenbach eingemeindet.

## Geographie

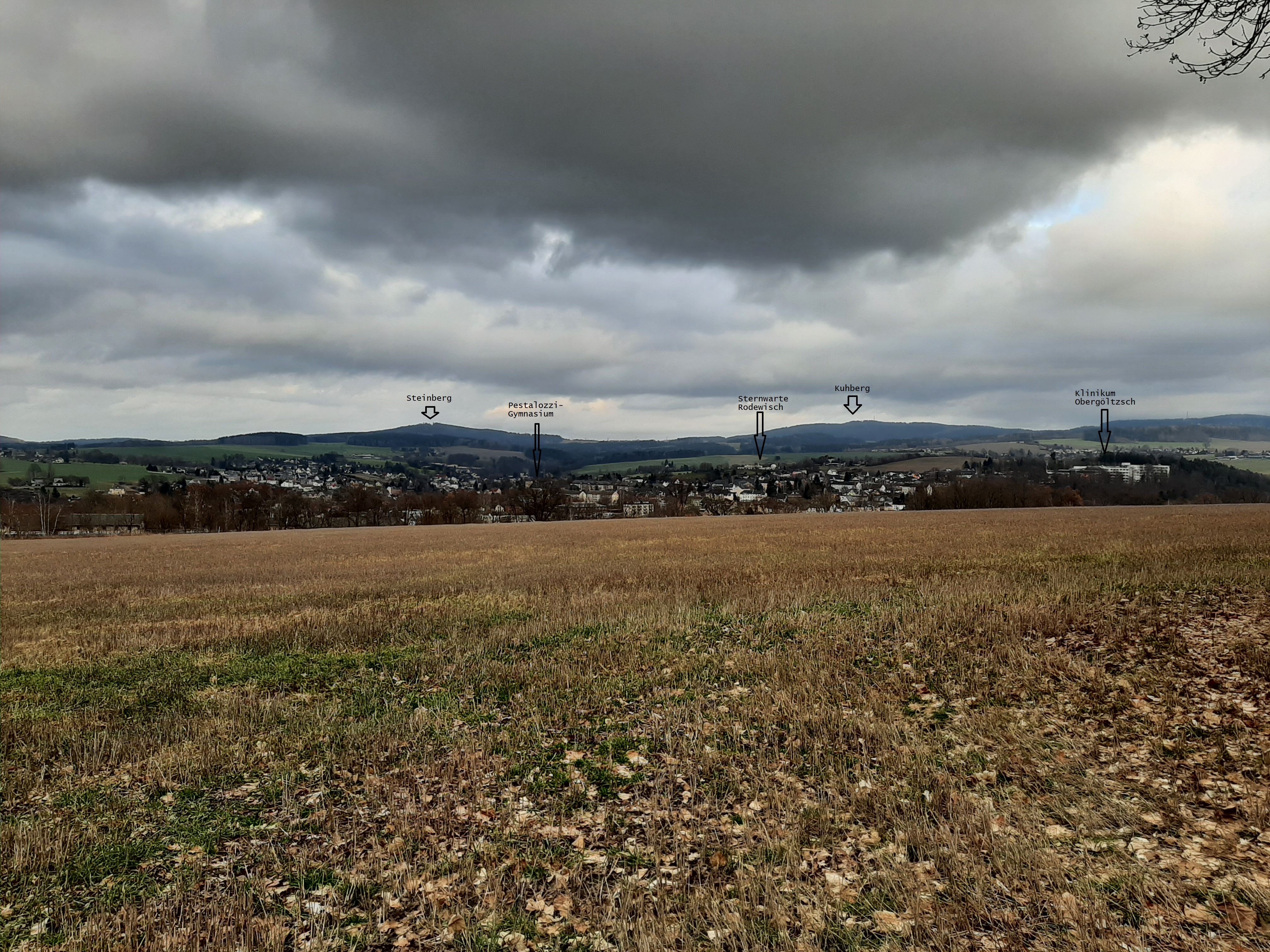
Blick auf Rodewisch vom Silbersee in Richtung Steinberg

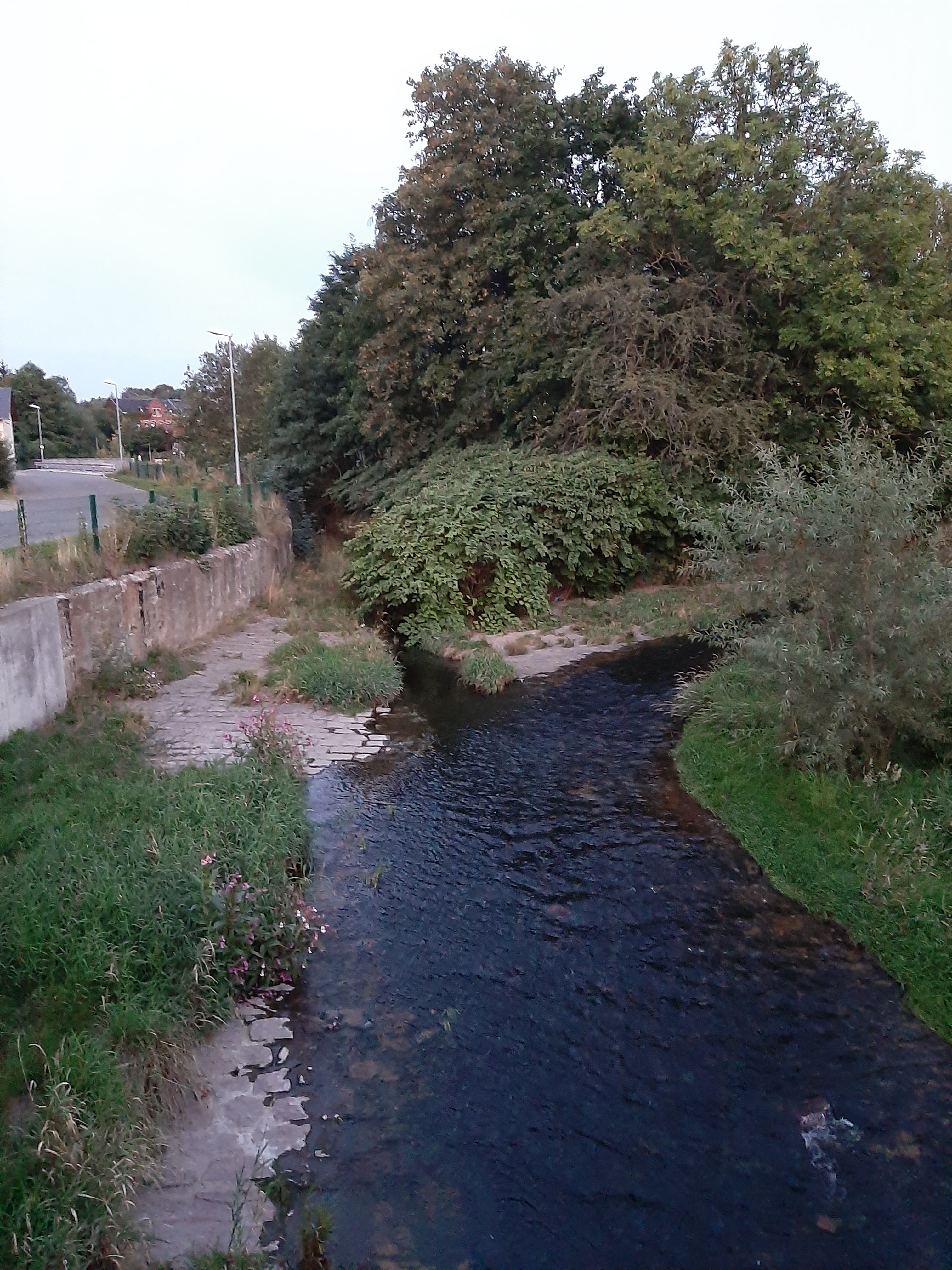
Mündung des Wernesbaches in die Göltzsch

Rodewisch liegt im sächsischen Vogtland im Tal der Göltzsch auf etwa 430 m. Das Stadtgebiet erstreckt sich über etwa 26,88 km² und umfasst drei Gemarkungen, die auf einer Höhe von 390 m bis 670 m liegen. Der Stadtkern Rodewischs liegt direkt im Göltzschtal zwischen den beiden Göltzschzuflüssen Pöltzsch (Eulenwasser) und Wernesbach. An der Göltzschmessstelle Rodewisch hat der Fluss ein Einzugsgebiet von 71,7 km². Neben diesen größeren Gewässern verlaufen auf Rodewischer Flur einige Wald- bzw. Wiesenbäche sowie in Röthenbach der Plohnbach. Markante Berge in Rodewisch gibt es aufgrund der Lage im ausgehenden Erzgebirge kaum. Vom Höhenrücken zwischen Göltzsch und Treba, volkstümlich de Blitz genannt, der Standort der Steinbergschanzen ist, hat man aber einen guten Blick auf den der Nachbargemeinde namensgebenden Steinberg, den höheren Kuhberg und den weiter entfernten Laubberg. Erwähnenswert ist der ziemlich nah am Zentrum befindliche Galgenberg (⊙), auf dem früher Hinrichtungen vollstreckt wurden. Neben den beiden offiziellen Ortsteilen Rützengrün und Röthenbach gibt es einige Ortslagen von Rodewisch. Dazu zählen Georgengrün, Ludwigsburg, Schleegasse, die Schweinsburg, Rebesbrunn, Wiedenberg, die Winkelhäuser und die Zeidelweide. Zudem gibt es das geschleifte Gut Saalfeld und die ehemaligen Messinghütten Neuhütte und Elisabethhütte. Knapp ein Drittel des Stadtgebietes, und damit etwas mehr als im Bundesdurchschnitt, ist Wald. Die größten stehenden Gewässer sind der Silbersee (⊙) nahe dem Bahnhof, der Schmidtsteich (⊙) und der Eulenteich (⊙), der der größte Rodewischer Teich ist. Künstlich geschaffen wurde der Gondelteich um die Schloßinsel (⊙). Die Nachbarkommunen Rodewischs sind unten aufgeführt. Rodewisch ist die einzige Kommune des Vogtlandkreises, die an die Gemeinde Steinberg grenzt.

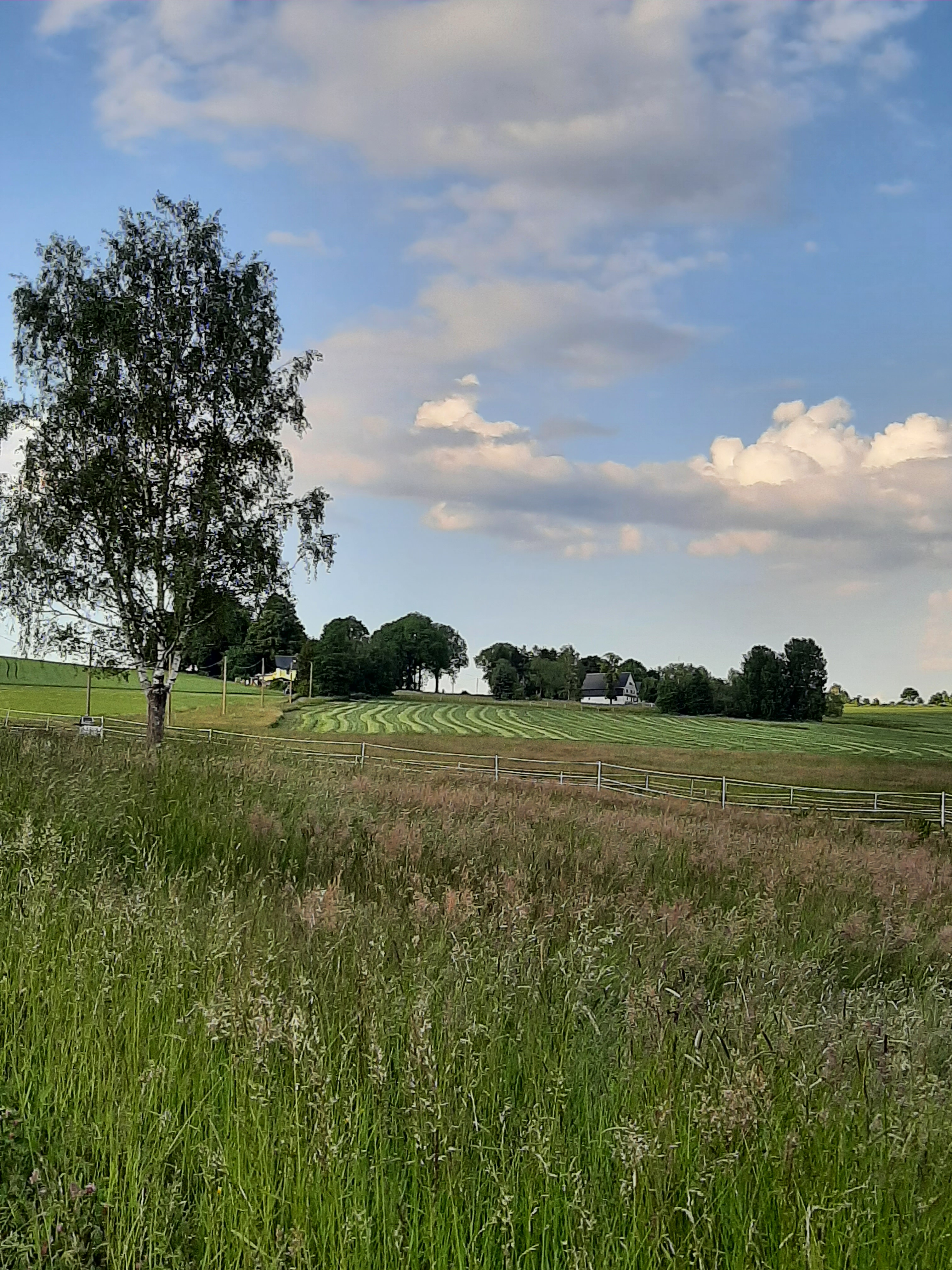
Winkelhäuser in Rodewisch
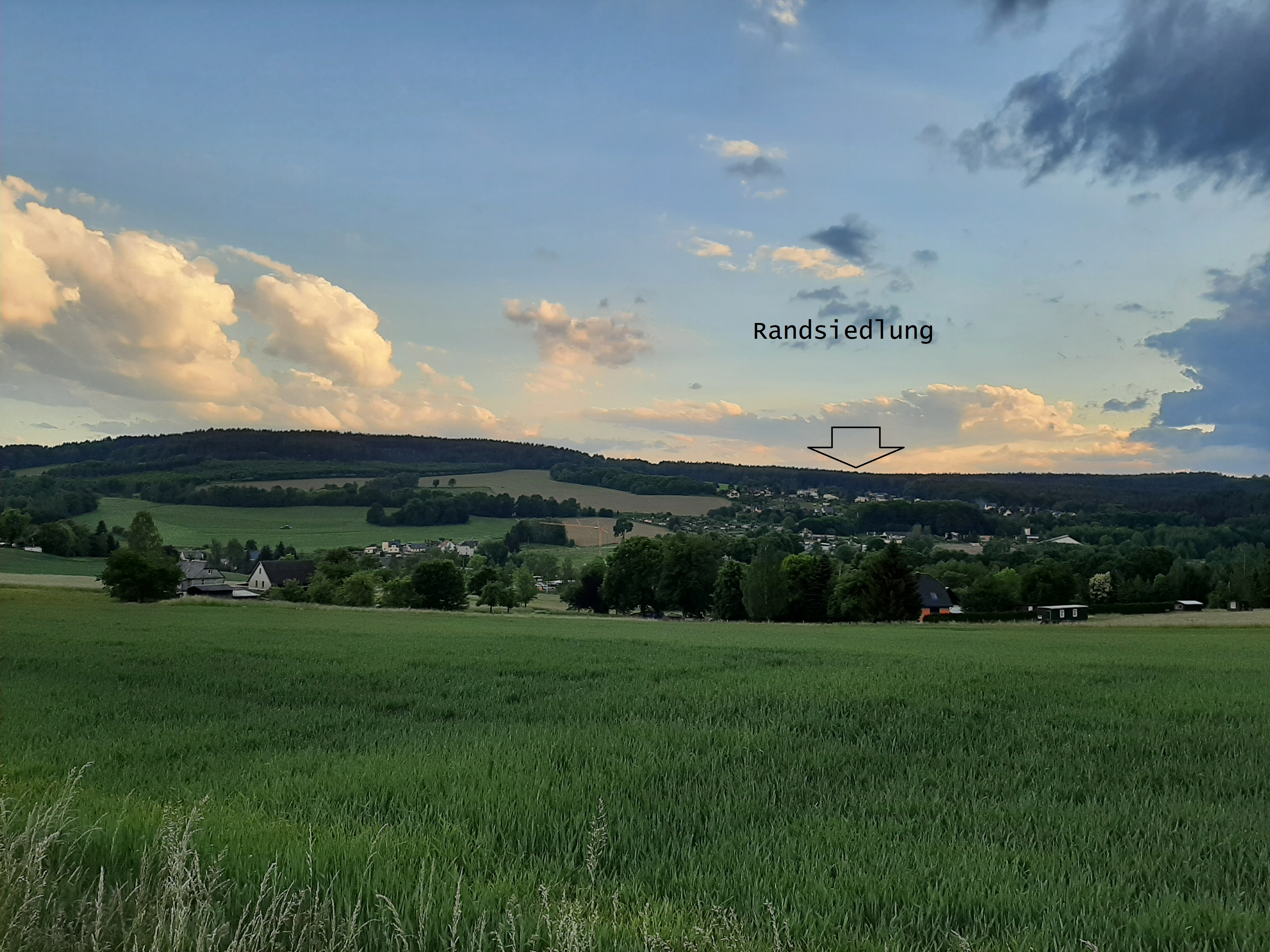
Randsiedlung in Rodewisch von der Abhorner Straße aus – im Vordergrund Teile der Zeidelweide
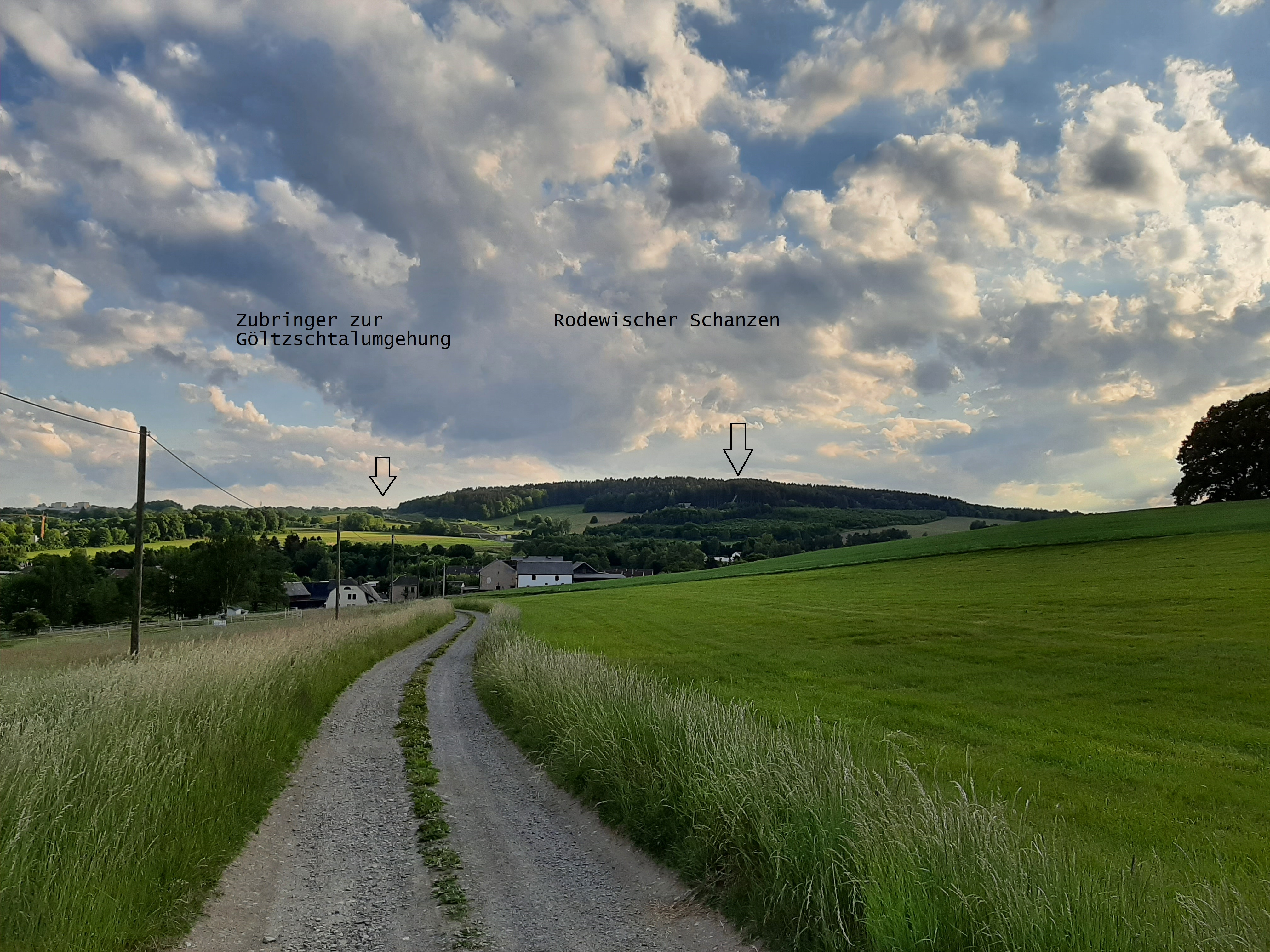
Blick auf die Rodewischer Sprungschanzen
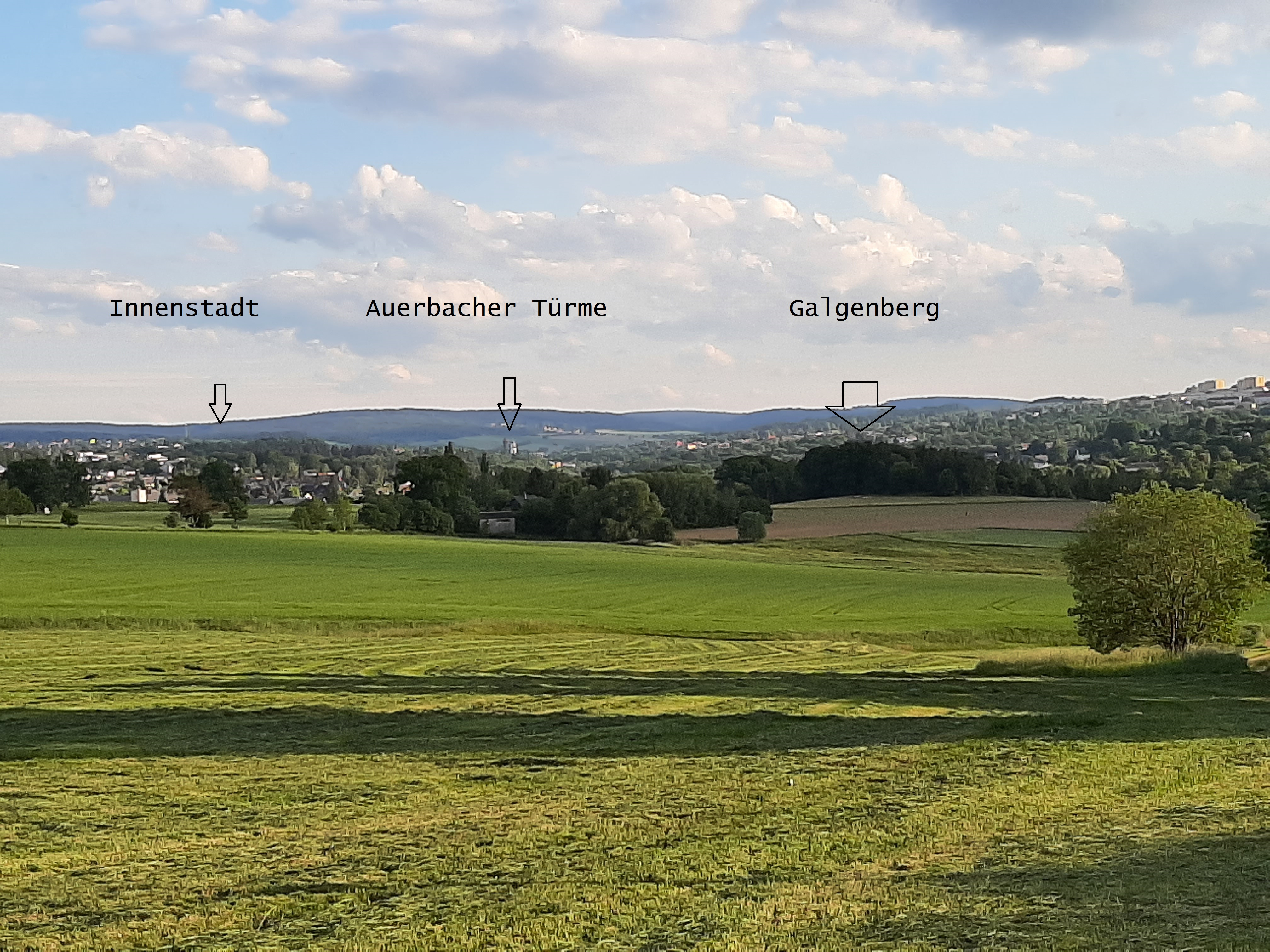
Galgenberg in Rodewisch von den Winkelhäusern aus
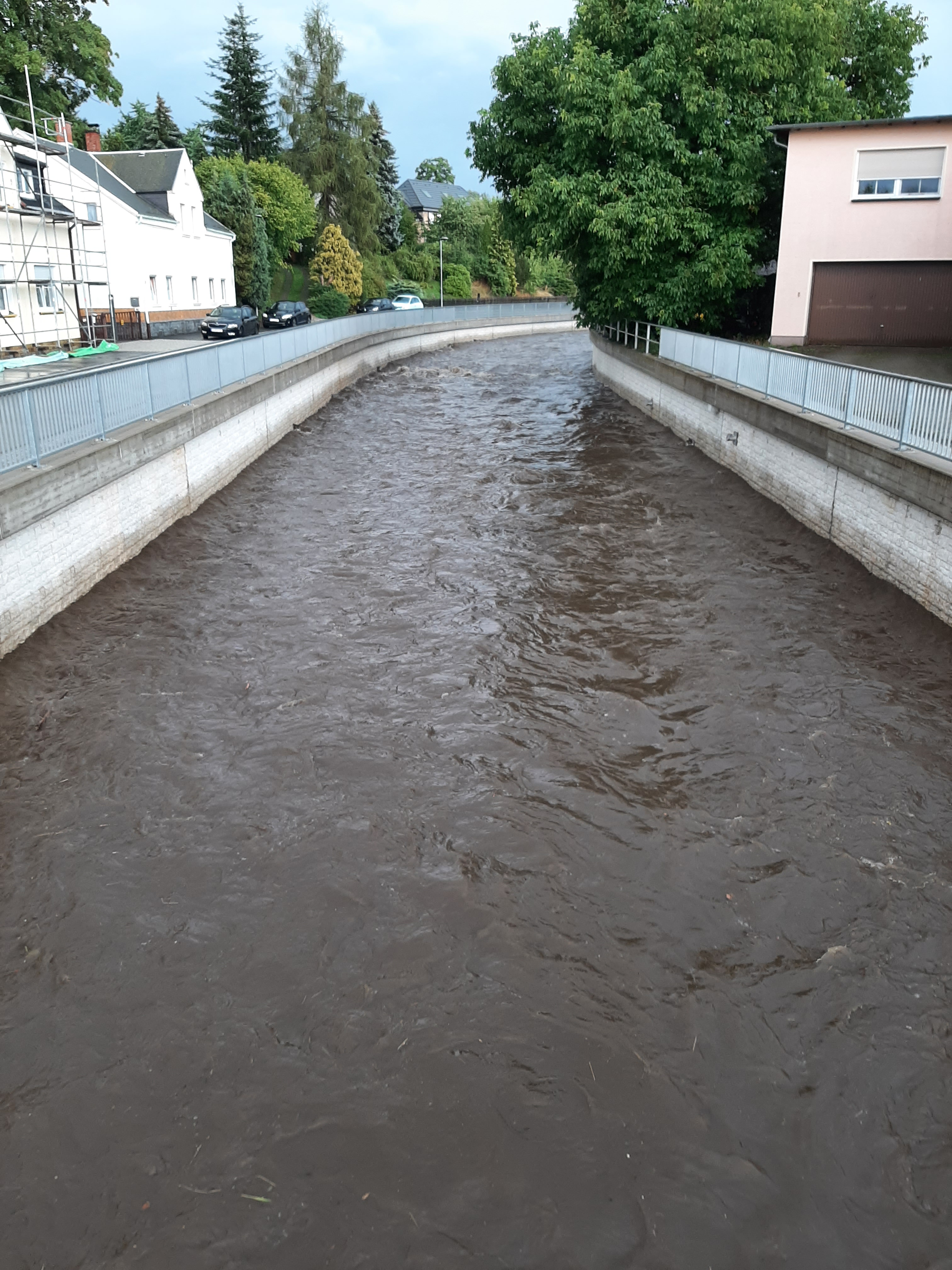
Die Göltzsch in Niederauerbach

| Stadt Lengenfeld im Vogtlandkreis |                                             | Stadt Kirchberg im Landkreis Zwickau   |
| Stadt Treuen im Vogtlandkreis     | Kompassrose, die auf Nachbargemeinden zeigt | Gemeinde Steinberg im Vogtlandkreis    |
|                                   | Stadt Auerbach im Vogtlandkreis             | Gemeinde Schönheide im Erzgebirgskreis |

Die beiden offiziellen Ortsteile Rodewischs sind Röthenbach und Rützengrün. Röthenbach liegt nördlich der Stadt Rodewisch, Rützengrün südöstlich.

## Geschichte
Zu den ehemaligen Rodewischer Ortsteilen bzw. zu ortsprägenden Unternehmen

### Geschichtlicher Abriss
Rodewisch wurde 1411 erstmals in einem Urkundbuch der Vögte als Redewisch erwähnt. Der heutige Ort schloss sich 1856 aus den drei Ortsteilen und ehemaligen Rittergütern Obergöltzsch, Untergöltzsch und Niederauerbach zusammen. Besonders erwähnenswert für die Geschichte der Stadt ist das Niederauerbacher Messingwerk, das – mit churfürstlichen Privilegien ausgestattet – zu einem der größten Deutschlands wurde. Mit Beginn der Industrialisierung entwickelte sich auch Rodewisch vom Agrar- zum Industriestandort. Die Schmidtsche Brauerei (gegründet 1856) und die Ansiedlung vieler Textilunternehmen zeugen davon. 1875 erhielt Rodewisch einen Bahnanschluss und in der Folge, 1893 bzw. 1910, seine zwei Krankenhäuser. 1913 lebten im Großen Marktflecken Rodewisch erstmals über 10.000 Einwohner. Unter dem verdienten Bürgermeister Otto Pfeifer (parteilos) erhielt Rodewisch am 8. Mai 1924 das Stadtrecht. Die Zeit der Weimarer Republik und des Dritten Reiches war auch in Rodewisch turbulent. So wurde das Messingwerk 1926 liquidiert, aber es wurden auch neue Arbeitsstellen geschaffen. Insbesondere die stadteigene Gärtnerei, die die großzügigen Parkanlagen in Rodewisch bewirtschaftete, trug dazu bei. 1930 wurde die Pestalozzischule eingeweiht. Auf das Kriegsende am 6. Mai 1945 (zwei Tage vor der Kapitulation) folgte zunächst die amerikanische Besetzung und danach die Sowjetherrschaft. 1957, bereits in DDR-Zeiten, wurde am 8. bzw. 13. Oktober der erste künstliche Erdsatellit Sputnik 1 in der Rodewischer Schulsternwarte weltweit erstmals photographiert. 1960 hatte Rodewisch mehr als 12.000 Einwohner. Seit der Deutschen Wiedervereinigung hat Rodewisch 1992 und 1994 Rützengrün und Röthenbach eingemeindet und ist dem Mittelzentralen Städteverbund Göltzschtal beigetreten, gegen dessen Ausbau zu einer Einheitsstadt sich viele Rodewischer erfolgreich gewehrt haben. In den letzten Jahren wurde in Rodewisch viel saniert. Rodewisch wird gemeinsam mit Auerbach die Landesgartenschau 2029 ausrichten.
Besonders hervorzuheben sei an dieser Stelle die Rodewischer Kirmes, die bereits mindestens seit 1787 stattfand. Dabei wurde traditionellerweise auch ein „rothes Tuch“ ausgekegelt. Frauen kegelten einen roten Schal aus. Dies erinnert an die Stadtsage und an die einstmals zahlreich in Rodewisch vertretenen Kegelvereine, von denen noch zwei existieren. Bekannt ist das Kirmeskegeln bereits seit Anfang des 19. Jahrhunderts. Während damals vom letzten Sonntag im Juli (Jacobi) bis zum Dienstag Kirchweih gefeiert wurde, wurde später dazu übergegangen bereits am Freitag zu beginnen und den Dienstag zu streichen. Der Kirmesmarkt zog sich ca. 750 m vom Hotel Rudolph (heute oberer Postplatz) über die Wernesgrüner und die Werkstraße bis zum Kleinen und dem Großen Anger und war damit mindestens einer der größten, wenn nicht der größte, im Göltzschtal. Heute ist der Kleine Anger halb bebaut, halb innerörtliche Umgehungsstraße. Zu Anfang des 20. Jahrhunderts war der Anger dem Wortsinne nach teilweise begrünt, aber teils auch befestigt. Belegt ist für diese Zeit auch ein großer Kirmestanz im Tanzsaal des Hotel Bergkeller, das später zum Rathaus wurde. Viele dieser Traditionen, mit Ausnahme des Kirmestanzes, wurden bis in die Nachwendezeit beibehalten. In den letzten Jahren fiel schließlich zunächst der Kirmesmontag weg, später wurde unter Bürgermeisterin Schöniger (CDU) das Feuerwerk aus Kostengründen abgesagt und schließlich wurde der Anger so bebaut, dass dort kein Festzelt mehr aufgestellt werden konnte, so dass 2019 die letzte Kirmes stattfand. Seither findet ein Inselfest an der Schloßinsel statt, bei dem aber für Fahrgeschäfte und Losbuden für Kinder im Gegensatz zum Anger kein Platz mehr ist. Der rote Wisch wird in jüngster Zeit ebenfalls nicht mehr bei jeder Kirmes ausgekegelt. Eine kleine Kirmes in traditioneller Art gibt es heute nur noch in Rützengrün, organisiert durch den dortigen Heimatverein.

## Sagen um Rodewisch

### Sage zur Entstehung des Ortsnamens
Die Sage vom „Roten Wisch“ spielt in der Zeit der Kämpfe der Sorben gegen die Deutschen (etwa 800). Sie erklärt den Rodewischer Stadtnamen und – in Teilen – das Rodewischer Wappen.

„Der heidnische Graf von Schöneck hatte eine Tochter, die er sehr liebte. Der christliche Graf von Planschwitz warb um sie und wollte sie zu seinem Glauben bekehren. Doch ihr Vater wollte nicht zulassen, dass seine Tochter sich von seinen Göttern abwendet. Eines Tages ziehen die beiden Grafen gemeinsam in den Krieg. Graf von Planschwitz fällt und gibt dem Grafen von Schöneck seine blutige Schärpe als letzten Gruß an die Geliebte. In der Not ruft Graf von Schöneck seine Götter an und schwört ihnen, wenn er siegt, diejenige Person zu opfern, die ihm bei der Heimkehr zuerst begegnet. Als sie die blutige Schärpe erblickt, läuft ihm seine geliebte Tochter in Sorge um Graf von Planschwitz entgegen. Als Ehrenmann, der sein Gelübde nicht bricht, setzt der Graf schweren Herzens den Opfertag an. Doch seine Tochter flieht nachts und nimmt einzig und allein die Schärpe ihres Geliebten mit sich. Lange irrt sie durch die Wälder, bevor sie im Morgengrauen an der Mündung der Pöltzsch in die Göltzsch Rast macht. Hier schwört sie, ihr Leben dem christlichen Gott zu weihen, wenn sie von der Verwandtschaft des Grafen von Planschwitz herzlich angenommen wird. Sie will an diesem Platz ein Haus bauen und ihrem Geliebten ewig die Treue halten. Um die Stelle wiederzufinden, bindet sie die blutige Schärpe an einen Haselstrauch. Durch Wind und Wetter ist die Schärpe bald nur noch ein roter Wisch. So erhielt das Gut Ob der Göltzsch, das die Tochter des bald aus Gram verstorbenen Grafen von Schöneck errichten ließ, den Namen Rothe-Wisch (Rodewisch).“

Die Sage existiert auch in versifizierter Form, wie auf der Internetseite der Stadt Rodewisch.

### Sage vom Kloster an der Göltzsch
Diese Sage knüpft direkt an die vom Roten Wisch an. Urkundlich belegt ist die Existenz des Klosters nicht.

„Die Grafentochter war heidnische Sorbin. Somit glaubte sie an den guten Gott Bielebog und den bösen Gott Czernebog, die ihr des Nachts im Traum erschienen. Am Tag erinnerte sie sich an ihre Flucht und die Gründe für diese. Das aber machte sie nachdenklich, denn letztlich war sie vor ihnen und den ihnen geweihtem Opfertod geflohen. Als eines Morgens die Schärpe überkreuzt im Haselstrauch hing, sah die Grafentochter das als Zeichen, ging in ein Kloster und wurde Nonne; denn schließlich verbot der Christenglaube Opferungen. Trotzdem waren ihre Gedanken noch immer bei dem Haselstrauch in der Göltzschaue. Schließlich kehre sie zurück, stellte ein Kreuz auf und gründete mit anderen Nonnen ein Kloster unweit der Aue.“

### Die Totenmetten in der Rodewischer St.-Petri-Kirche
„Einst wohnte eine alte Witwe unweit der Kirche. Am Christabend legte sie alles zurecht für die Mette am ersten Feiertag. Sie wollte früh gehen, um einen guten Platz in der Kirche zu bekommen, denn diese waren früh vergeben. Am Abend saß sie bei Kerzenschein allein im Zimmer und dachte an frühere Jahre, in denen ihr Mann noch lebte und die Kinder herumtollten. [...] Schließlich ging sie zu Bett. Morgen würden sie die Glocken schon wecken und tatsächlich schreckte sie in der Dunkelheit aus dem Schlaf und weil sie keine Uhr hatte traute sie den Glocken und eilte in die Kirche. Schon von Ferne hörte sie besonderes Orgelspiel und es wurde ihr unheimlich zu Mute. Als sie in der Kirche ankam sah sie ihre Nachbarin und erschrak. Denn diese war im selben Jahr verstorben. Schließlich faßte sie sich ein Herz und fragte sie, was hier denn vor sich gehe. Sehr leise antwortete die Verstorbene und sprach: „Die Toten halten ihre Christmette! Auch sie feiern den Geburtstag ihres Heilands und Erlösers. Geh ganz still wieder aus der Kirche, zieh deinen Mantel aus und wirf ihn ohne zurückzuschauen hinter dich. Sonst mußt du im nächsten Jahr sterben.“ Wie ihr geraten tat es die Frau. Bei der Messe am nächsten Morgen lag auf jedem Grab ein Fetzen ihres Mantels.“

Andere Sagen aus Rodewisch sind unter anderem „Die Teufelsmühle am Wernesbach“, „Die Sage vom Jüdenstein“, „Die Nonnengräber von Obergöltzsch“, „Die Höhle am Adlerfelsen“, „Das Radstubenmännchen in der Weißen Mühle“, „Die Sage vom Schoofbrunne“, „Der letzte Bär auf der Bärenwiese“ in der auch das Moosweibchen vorkommt (noch heute gibt es in Rodewisch eine Wiese, auf der der letzte Bär erlegt worden sein soll), „Der Bannbaum an der Ludwigsburg“, „Das Holzweibchen im Jägerhaus“, „Die Quelle am grünen Wiesel“.

## Politik und Verwaltung

### Stadtrat
| Stadtrat WahlergebnisInsgesamt 16 Sitze - Linke: 1 - SPD: 2 - GfR: 3 - CDU: 5 - AfD: 5 | Stadtrat FraktionenInsgesamt 16 Sitze - SPD/Linke: 3 - GfR: 3 - CDU: 5 - AfD: 5 | Stadtratswahl 2024Wahlbeteiligung: 66,4 % (2019: 63,2 %) %6050403020100 33,8 % (−21,1 %p)33,6 % (+20,7 %p)17,5 % (n. k. %p)11,3 % (−2,5 %p)3,8 % (−9,4 %p) CDUAfDGfRcSPDLinke20192024Anmerkungen:c Gemeinsam für Rodewisch |

Bei der Stadtratswahl am 9. Juni 2024 erhielten CDU und AfD fast die gleiche Stimmenanzahl und je fünf Sitze. Die Gruppierung „Gemeinsam für Rodewisch“ wurde noch vor SPD und Linkspartei drittstärkste Kraft. Gewinne verzeichneten AfD und GfR, während die drei anderen Parteien zusammen 33,1 % an Zustimmung verloren. 
Die AfD erzielte in Rodewisch das beste Ergebnis im Vogtlandkreis, während die CDU kreisweit die mit Abstand höchsten Verluste hinnehmen musste und die Hälfte ihrer Sitze einbüßte.
Ausschüsse
Der Stadtrat tagt in der Regel monatlich und bildet drei Ausschüsse, um die Abstimmungen im Stadtrat vorzubereiten und die interkommunale Zusammenarbeit zu stärken. Derzeit entsendet Rodewisch drei Stadträte in den Strategieausschuss Mittelzentraler Städteverbund Göltzschtal. Weiterhin gibt es einen Technischen Ausschuss und einen Verwaltungsausschuss. Die Ortschaften Rützengrün und Röthenbach verfügen über einen fünfköpfigen Ortschaftsrat, der in der Regel monatlich tagt.
Wahlergebnisse sowohl auf kommunaler Ebene als auch bei Wahlen zu Landtags-, Bundestags-, oder zu Wahlen des EU-Parlaments finden sich bei den Ergebnissen der Kommunalwahlen in Rodewisch. Dort sind auch Ergebnisse von Wahlen in der Weimarer Republik aufgeführt. Seit der Wiedervereinigung dominiert im Rodewischer Stadtrat und bei Wahlen im Allgemeinen meist die CDU, in den letzten Jahren auch die AfD.

### Bürgermeister
Die von der CDU nominierte Verwaltungsangestellte Kerstin Schöniger ist seit 1. Mai 2012 Nachfolgerin von Erhard Meier im Amt des Bürgermeisters. Schöniger wurde 2019 wiedergewählt. Der Bürgermeister ist kein Stadtrat, jedoch steht der dem Gremium vor. 
Zum Stellvertreter des Bürgermeisters wurde Stadtrat Arne Gruschwitz gewählt. Der zweite Stellvertreter wurde abgeschafft.
Die Ergebnisse von Bürgermeisterwahlen finden sich in der Auflistung der Bürgermeisterwahlen in Rodewisch.
| | Liste der Bürgermeister von Rodewisch \| Bürgermeister[15] \| Partei \| von \| bis \| Bemerkung \| \| ------------------------------------------------------------------------------------------------------------- \| --------- \| ---------- \| ---------- \| ----------------------------------------------------------------------------------------------------------------------------------- \| \| Kerstin Schöniger \| CDU \| 01.05.2012 \| amtierend \| als Einzelkandidatin angetreten \| \| Erhard Meier \| parteilos \| 01.08.1998 \| 30.04.2012 \| zweite Amtszeit \| \| Bernd Heintze \| CDU \| 01.04.1998 \| 31.07.1998 \| ad interim \| \| Hans-Rudolf Trischmann \| CDU \| 01.06.1990 \| 31.03.1998 \| \| \| Erhard Meier \| SED \| 22.04.1982 \| 30.05.1990 \| erste Amtszeit \| \| Siegfried Witte \| SED \| 27.02.1953 \| 22.04.1982 \| \| \| Richard Schneider \| SED \| 09.01.1951 \| 27.02.1953 \| \| \| Friedrich Eichler \| CDU \| 12.02.1950 \| 09.01.1951 \| danach bis zu seinem Tod am 03.06.1967 Stellvertreter \| \| Ernst Schneider \| CDU \| 01.01.1949 \| 12.02.1950 \| \| \| Alfred Kästner \| CDU \| 06.01.1947 \| 31.12.1948 \| \| \| Max Taubert \| parteilos \| 26.04.1945 \| 06.01.1947 \| vom amerikanischen Stadtkommandanten berufen \| \| Hans Epperlein \| NSDAP \| 1944 \| Mai 1945 \| zuvor Zweiter Stellvertreter Pfeifers(*) \| \| Hr. Grimm \| NSDAP \| 21.06.1941 \| 1944 \| zuvor Erster Stellvertreter Pfeifers(*) \| \| Otto Richard Pfeifer \| parteilos \| 08.05.1924 \| 21.06.1941 \| seit der Erhebung zur Stadt Bürgermeister; verstarb im Amt \| \| Otto Richard Pfeifer \| parteilos \| 01.01.1910 \| 07.05.1924 \| als Gemeindevorstand \| \| Richard Enders \| n. a. \| 1904 \| 1910 \| Gemeindevorstand[16] \| \| [...] \| \| \| \| \| \| Wilhelm Klemm \| n. a. \| 1886 \| mind. 1900 \| Gemeindevorstand. Hier ab 1886 gezählt, aber bereits 1885 einmal genannt.[17][18] Wie die Amtszeit genau war, ist nicht bekannt.[3] \| \| Hr. Schubert \| n. a. \| 1882 \| 1886 \| erster Berufsgemeindevorstand[3] \| \| [...] \| \| \| \| \| \| Theodor Blechschmidt \| n. a. \| Juni 1844 \| ? \| Gemeindevorstand. Vor dem Zusammenschluss der drei Gemeinden (siehe dazu auch Geschichte der Stadt Rodewisch)[19] \| \| (*) zur Beziehung der beiden Stellvertreter Pfeifers zu ihm siehe auch hier: Nationalsozialismus in Rodewisch \| \| \| \| \| |            |            | |
| Bürgermeister                                                                                                 | Partei | von        | bis        | Bemerkung |
| Kerstin Schöniger                                                                                             | CDU | 01.05.2012 | amtierend  | als Einzelkandidatin angetreten                                                                                          |
| Erhard Meier                                                                                                  | parteilos | 01.08.1998 | 30.04.2012 | zweite Amtszeit |
| Bernd Heintze                                                                                                 | CDU | 01.04.1998 | 31.07.1998 | ad interim |
| Hans-Rudolf Trischmann                                                                                        | CDU | 01.06.1990 | 31.03.1998 | |
| Erhard Meier                                                                                                  | SED | 22.04.1982 | 30.05.1990 | erste Amtszeit |
| Siegfried Witte                                                                                               | SED | 27.02.1953 | 22.04.1982 | |
| Richard Schneider                                                                                             | SED | 09.01.1951 | 27.02.1953 | |
| Friedrich Eichler                                                                                             | CDU | 12.02.1950 | 09.01.1951 | danach bis zu seinem Tod am 03.06.1967 Stellvertreter                                                                    |
| Ernst Schneider                                                                                               | CDU | 01.01.1949 | 12.02.1950 | |
| Alfred Kästner                                                                                                | CDU | 06.01.1947 | 31.12.1948 | |
| Max Taubert                                                                                                   | parteilos | 26.04.1945 | 06.01.1947 | vom amerikanischen Stadtkommandanten berufen                                                                             |
| Hans Epperlein                                                                                                | NSDAP | 1944       | Mai 1945   | zuvor Zweiter Stellvertreter Pfeifers(*)                                                                                 |
| Hr. Grimm | NSDAP | 21.06.1941 | 1944       | zuvor Erster Stellvertreter Pfeifers(*)                                                                                  |
| Otto Richard Pfeifer                                                                                          | parteilos | 08.05.1924 | 21.06.1941 | seit der Erhebung zur Stadt Bürgermeister; verstarb im Amt                                                               |
| Otto Richard Pfeifer                                                                                          | parteilos | 01.01.1910 | 07.05.1924 | als Gemeindevorstand |
| Richard Enders                                                                                                | n. a. | 1904       | 1910       | Gemeindevorstand |
| [...] | |            |            | |
| Wilhelm Klemm                                                                                                 | n. a. | 1886       | mind. 1900 | Gemeindevorstand. Hier ab 1886 gezählt, aber bereits 1885 einmal genannt. Wie die Amtszeit genau war, ist nicht bekannt. |
| Hr. Schubert                                                                                                  | n. a. | 1882       | 1886       | erster Berufsgemeindevorstand                                                                                            |
| [...] | |            |            | |
| Theodor Blechschmidt                                                                                          | n. a. | Juni 1844  | ?          | Gemeindevorstand. Vor dem Zusammenschluss der drei Gemeinden (siehe dazu auch Geschichte der Stadt Rodewisch)            |
| (*) zur Beziehung der beiden Stellvertreter Pfeifers zu ihm siehe auch hier: Nationalsozialismus in Rodewisch | |            |            | |

### Verwaltung

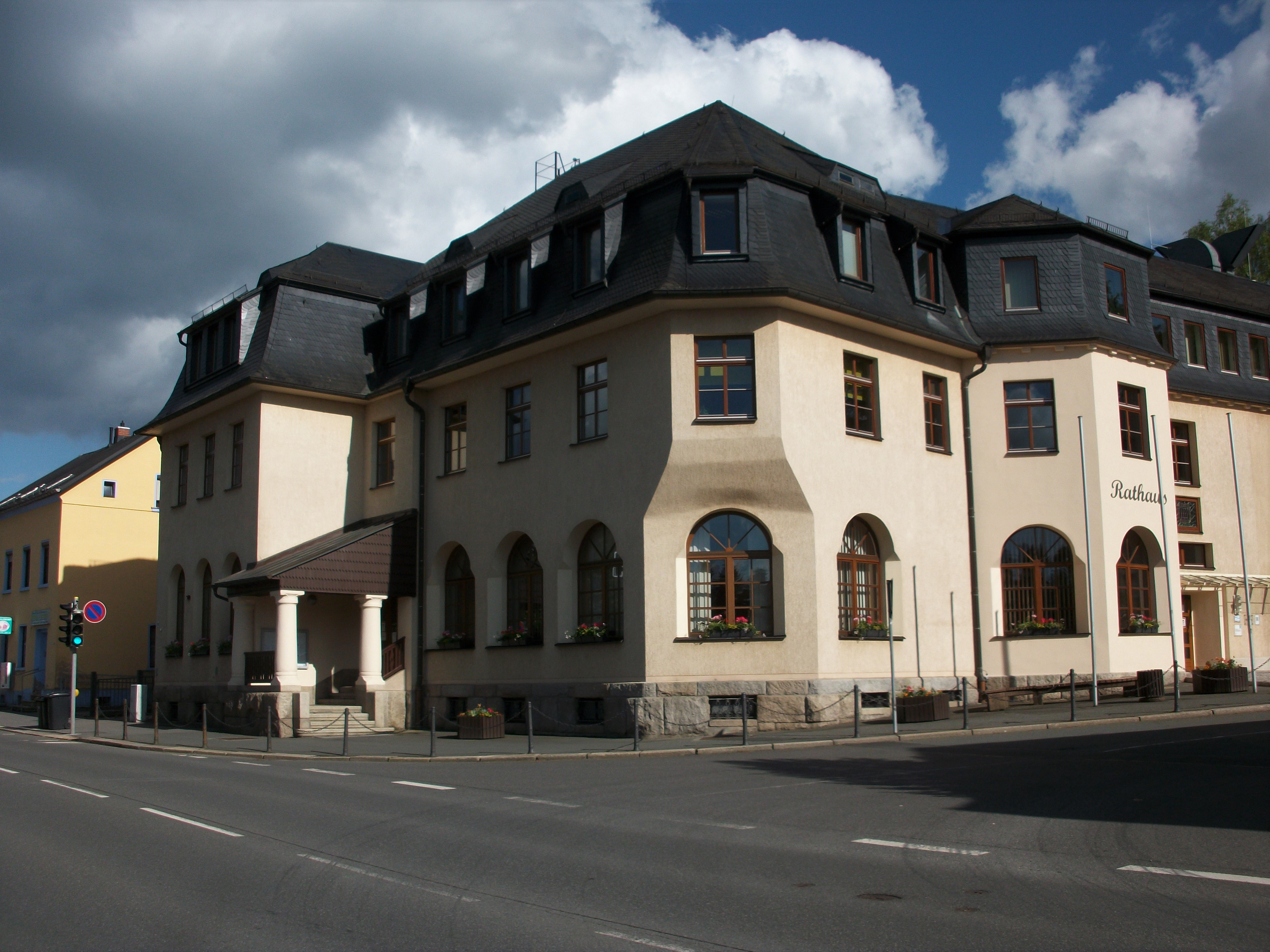
Rodewischer Rathaus

Die Verwaltung der Stadt ist in vier Bereiche gegliedert: Büro des Bürgermeisters, Bau- und Ordnungsverwaltung, Finanzverwaltung und Standesamt/Meldeamt/Gewerbeamt. Unter der Bürgermeisterin Schöniger arbeiten derzeit 21 Verwaltungsbeamte (Stand 28. April 2022), darunter vier Männer. Das Standesamt der Stadt übernimmt für viele Nachbargemeinden (Steinberg und die Städte Lengenfeld und Treuen) die Arbeiten, da im örtlichen Krankenhaus viele Geburten erfolgen, die zu beurkunden sind. In den Trauräumen der drei Städte bietet das Standesamt Rodewisch auch Eheschließungen an, ebenso im örtlichen Planetarium und im Festsaal des Renaissance-Schlößchen auf der Schloßinsel. Der Festsaal fällt durch seine Kassettendecke auf, die mit Holzschnittdrucken und vergoldeten hölzernen Schmuckzapfen verziert ist. 100%ige Tochtergesellschaft der Stadt ist die Rodewischer Wohnungsbau- und Verwaltungsgesellschaft mbH (ROWO), die insbesondere Wohnungen in den Neubaugebieten an der Inneren Lengenfelder Straße bzw. der Straße der Jugend vermietet. Auch Gästewohnungen werden angeboten. Die Stadt unterhält einen Bauhof auf der Niederauerbacher Straße.
Im öffentlichen Dienst waren zum 30. Juni 2020 insgesamt 48 Personen beschäftigt.

### Städtepartnerschaften
- Langenhagen: Am 8. Mai 1992 bekräftigten Rodewisch und Langenhagen die seit 1989 entstandene Städtefreundschaft mit einem Vertrag.[26] Bereits seit 1987 bestanden erste Kontakte zwischen den Städten. Es gibt regelmäßig Treffen mit den Mitgliedern des Fördervereins Städtepartnerschafts- und Freundschaftskomitee e. V.
- Gerolzhofen: Am 24. Mai 1992 wurde in Gerolzhofen/Franken der Städtepartnerschaftsvertrag mit Rodewisch unterzeichnet.[27] Aus Hilfe der Verwaltungsgemeinschaft Gerolzhofen beim Aufbau von Verwaltungsstrukturen in der Nachwendezeit, folgte vielfältiger Austausch zwischen Vereinen und Organisationen. Normalerweise zweijährig findet auf der Rodewischer Schloßinsel das Fränkische Weinfest unter Beteiligung Gerolzhofens statt.[28]
- De Lier: Im September 1992 kam es in der südholländischen Gemeinde De Lier zu einer Erstbegegnung zwischen Repräsentanten der Stadtverwaltung Rodewisch und Gemeindevertretern der ca. 10.000 Einwohner zählenden Gemeinde. Ein Städtepartnerschaftsvertrag wurde am 7. Juli 1995 im Rathaus von De Lier unterzeichnet. De Lier ist mittlerweile Gemeindeglied der Gemeinde Westland. Per 27. April 2022 finden sich auf der Internetseite der Stadt Rodewisch keine Informationen mehr zu dieser Städtepartnerschaft. Am Ortseingang aus Richtung Lengenfeld ist jedoch ein Schild zu sehen.

Rodewisch ist Mitglied im Mittelzentralen Städteverbund Göltzschtal.

### Bundestagswahl 2025
Bei der Bundestagswahl 2025 erzielte die AfD in allen Wahlbezirken außer dem Briefwahlbezirk 1 die meisten Stimmen. Insgesamt wurde sie mit 40,6 % stärkste Kraft, gefolgt von CDU, BSW, SPD, Linkspartei, Bündnisgrünen und FDP. Alle weitere Parteien erhielten weniger als 2 % der Stimmen. In zwei Wahllokalen, dem Vereinshaus Rützengrün sowie der Kita Zwergenland, erhielt die AfD eine absolute Mehrheit. Die Wahlbeteiligung war mit fast 80 % so hoch wie lange nicht mehr.
| Wahlbezirk              | Wahlbe- rechtigt | gültig | un- gültig | Betei ligung   | AfD          | SPD       | CDU        | FDP       | Linke     | B'90/ Grüne | FW       | TSP      | PARTEI   | Piraten | Volt     | PdH     | MLPD    | BD      | BSW        |
| ----------------------- | ---------------- | ------ | ---------- | -------------- | ------------ | --------- | ---------- | --------- | --------- | ----------- | -------- | -------- | -------- | ------- | -------- | ------- | ------- | ------- | ---------- |
| Rathaus                 | 1.105            | 658    | 7          | 665 (60,2 %)   | 47,7         | 7,0       | 17,6       | 1,7       | 7,3       | 3,6         | 0,6      | 0,9      | 1,1      | 0,0     | 0,3      | 0,2     | 0,2     | 0,0     | 11,9       |
| Pestalozzi-Gymnasium    | 941              | 560    | 5          | 565 (60,0 %)   | 42,9         | 9,1       | 18,6       | 3,4       | 8,6       | 3,4         | 1,1      | 1,8      | 0,9      | 0,0     | 0,4      | 0,0     | 0,0     | 0,2     | 9,8        |
| Schillerschule          | 1.157            | 514    | 4          | 518 (44,8 %)   | 40,5         | 11,3      | 17,9       | 2,9       | 11,5      | 1,4         | 1,0      | 1,8      | 0,2      | 0,0     | 0,2      | 0,0     | 0,2     | 0,2     | 11,1       |
| VSTR Verwaltungsgebäude | 649              | 395    | 2          | 397 (61,2 %)   | 43,0         | 4,8       | 23,8       | 2,5       | 7,6       | 1,3         | 1,8      | 1,3      | 0,5      | 0,0     | 0,3      | 0,3     | 0,0     | 0,3     | 12,7       |
| Kita Zwergenland        | 817              | 456    | 4          | 460 (56,4 %)   | 51,3         | 8,8       | 18,0       | 2,2       | 7,0       | 1,8         | 0,7      | 0,7      | 0,2      | 0,0     | 0,0      | 0,0     | 0,2     | 0,2     | 9,0        |
| Röthenbach              | 245              | 163    | 1          | 164 (66,9 %)   | 42,9         | 6,1       | 25,2       | 3,7       | 9,8       | 1,8         | 0,6      | 1,8      | 1,2      | 0,0     | 0,6      | 0,0     | 0,0     | 0,0     | 6,1        |
| Rützengrün              | 263              | 150    | 3          | 153 (58,2 %)   | 51,3         | 6,0       | 22,7       | 3,3       | 6,0       | 0,0         | 0,7      | 1,3      | 0,0      | 0,0     | 0,7      | 0,7     | 0,0     | 0,0     | 7,3        |
| Briefwahlbezirk 1       | —                | 494    | 1          | 495            | 27,5         | 7,9       | 30,6       | 3,6       | 7,7       | 4,5         | 2,0      | 2,0      | 0,4      | 0,2     | 0,8      | 0,2     | 0,0     | 0,6     | 11,9       |
| Briefwahlbezirk 2       | —                | 673    | 5          | 688            | 30,2         | 12,3      | 25,6       | 1,5       | 8,8       | 4,5         | 1,8      | 1,3      | 0,3      | 0,0     | 0,1      | 0,0     | 0,0     | 0,0     | 13,6       |
| RODEWISCH               | 5.177            | 4.073  | 32         | 4.105 (79,3 %) | 1.655 40,6 % | 356 8,7 % | 889 21,8 % | 104 2,6 % | 340 8,3 % | 119 2,9 %   | 49 1,2 % | 57 1,4 % | 22 0,5 % | 1 0,0 % | 13 0,3 % | 4 0,1 % | 3 0,1 % | 7 0,2 % | 454 11,1 % |

## Wirtschaft und Infrastruktur

### Verkehr

#### Straßenanbindung
Rodewisch ist durch zwei Bundesstraßen an den überregionalen Verkehr angebunden und stellt einen regionalen Verkehrsknotenpunkt dar. Die B169 von Neuensalz nach Cottbus führt genau wie die von Rodewisch nach Schleiz verlaufende B94 durch die Stadt. Rodewisch hat mehrere nur wenige hundert Meter auseinander liegende Kreuzungen, die alle mit Ampeln versehen sind.
Die nächstgelegene Autobahn ist die Vogtlandautobahn A72.

#### Eisenbahn
Rodewisch liegt an der Bahnstrecke Zwickau–Falkenstein (Kursbuchstrecke 539) und verfügt heute über Regionalzugverbindungen nach Zwickau, Falkenstein/Vogtl., Klingenthal sowie über Verbindungen in die Tschechische Republik (Graslitz/Falkenau/Karlsbad). Der Anschluss Rodewisch an das Eisenbahnnetz fällt in das Jahr 1875, als die Strecke Zwickau-Lengenfeld-Falkenstein erstmals in Betrieb genommen wurde.
Es verkehrt die Linie RB 1. Den Verkehr wickelt seit 1997 ausschließlich die private Vogtlandbahn ab, zum Einsatz kommen Dieseltriebwagen vom Typ Stadler Regio-Shuttle RS 1. Vorher bediente die Deutsche Bahn die Strecke mit Diesellokomotiven (Baureihe 110 und Baureihe 132) und Reisezugwagen aus Beständen der DR. Nach dem Rückbau der ursprünglich drei Gleise verlor die Stadt Rodewisch 1968 den Status einer Bahnhofsstadt, und der Bahnhof wurde Ende der 1990er-Jahre in einen Bedarfshaltepunkt umgewandelt. Überregionaler beziehungsweise Fernverkehr findet nicht statt. Aufgrund des gestiegenen Passagieraufkommens wurde der Status einer Bedarfshaltestelle jedoch wieder aufgehoben, sodass in Rodewisch heute wieder jeder Zug hält.

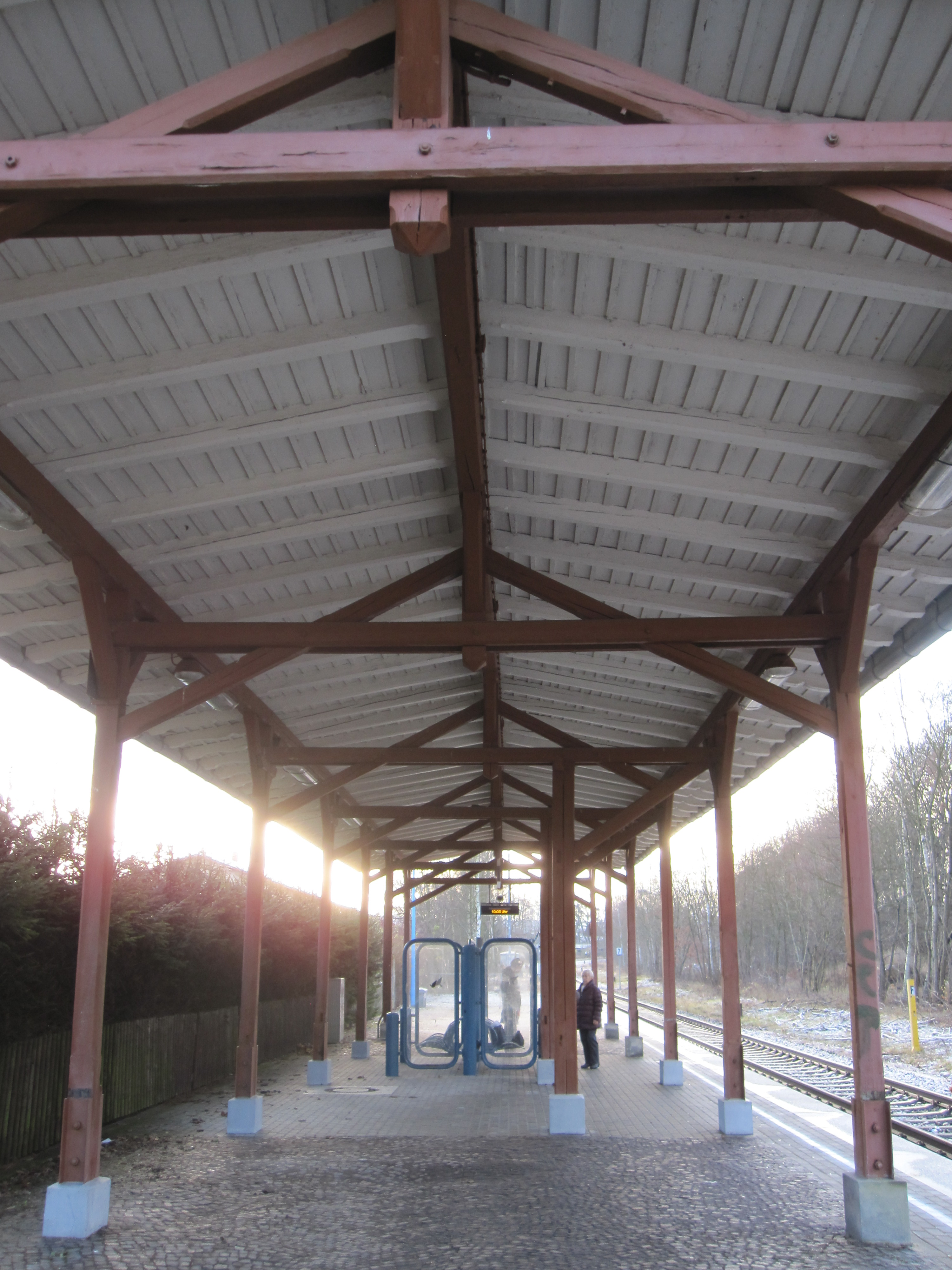
Haltepunkt Rodewisch

In den 1970er-Jahren fuhr der Wintersportzug Leipzig-Klingenthal durch Rodewisch, hielt jedoch nur in der Kreisstadt Auerbach. Im Jahr 2000 wurde im Grenzort Klingenthal eine Eisenbahnbrücke fertiggestellt, so dass von Rodewisch aus wieder weitreichenderer Eisenbahnverkehr möglich ist, als das mit den täglichen Personenzügen Zwickau-Falkenstein drei Jahrzehnte lang der Fall war.
In Graslitz ist heute ein Umstieg zur tschechischen Privatbahn GW Train Regio möglich, die meisten Züge fahren aber in der Relation Zwickau-Falkenau, wobei das Angebot Zwickau-Klingenthal eine Leistung der Vogtlandbahn GmbH ist und die Strecke Klingenthal-Falkenau (siehe Bahnstrecke Falkenau–Klingenthal) ein Angebot von GW Train Regio ist. Dabei werden die Vogtlandbahnen zwischen Klingenthal und Zwotental von tschechischen Triebfahrzeugführern gesteuert, die Fahrscheinkontrollen führt die Vogtlandbahn selbst durch. In Falkenau und Karlsbad besteht Anschluss an das Schnellzug-Netz der tschechischen Eisenbahn České dráhy. Während die Verbindungen nach Graslitz und Falkenau täglich angeboten werden, wird Karlsbad (über Chodau) nur am Wochenende angefahren. Eine Besonderheit bei der Verbindung nach Zwickau ist, dass die Züge nicht am Hauptbahnhof enden, sondern nach dem Halt dort als Straßenbahn in die Zwickauer Innenstadt weiter verkehren. 1997, 2006 und 2008 gab es Änderungen in der Streckenführung, so dass für kurze Zeit Adorf (1997), das tschechische Marienbad (2006) sowie Petschau (Mai und Juni 2008) von Rodewisch aus direkt erreichbar waren. Petschau war mit 111 (Eisenbahn-)Kilometern Entfernung von Rodewisch das weiteste jemals direkt erreichbar Ziel.
Rodewisch wird mehrmals pro Jahr von Dampfzügen verschiedener Traditionsvereine durchfahren, wobei in unregelmäßigen Abständen diese Züge in Rodewisch auch halten. Am Anfang des 20. Jahrhunderts hatte Rodewisch auch einen zweiten Bahnhof an der Bahnstrecke Herlasgrün–Falkenstein, dieser lag jedoch auf Rebesgrüner Flur und wurde 1939 an die Stadt Auerbach/Vogtl. verkauft, wo er noch heute als Bahnhof „Auerbach ob. Bf.“ angefahren wird. Von Rodewischern wird er auch als oberer Bahnhof Rodewischs bezeichnet.
1892 fuhren von Rodewisch 21.200 Personen ab. Die Einnahmen betrugen daraus 14.661,75 Mark.

#### Bus

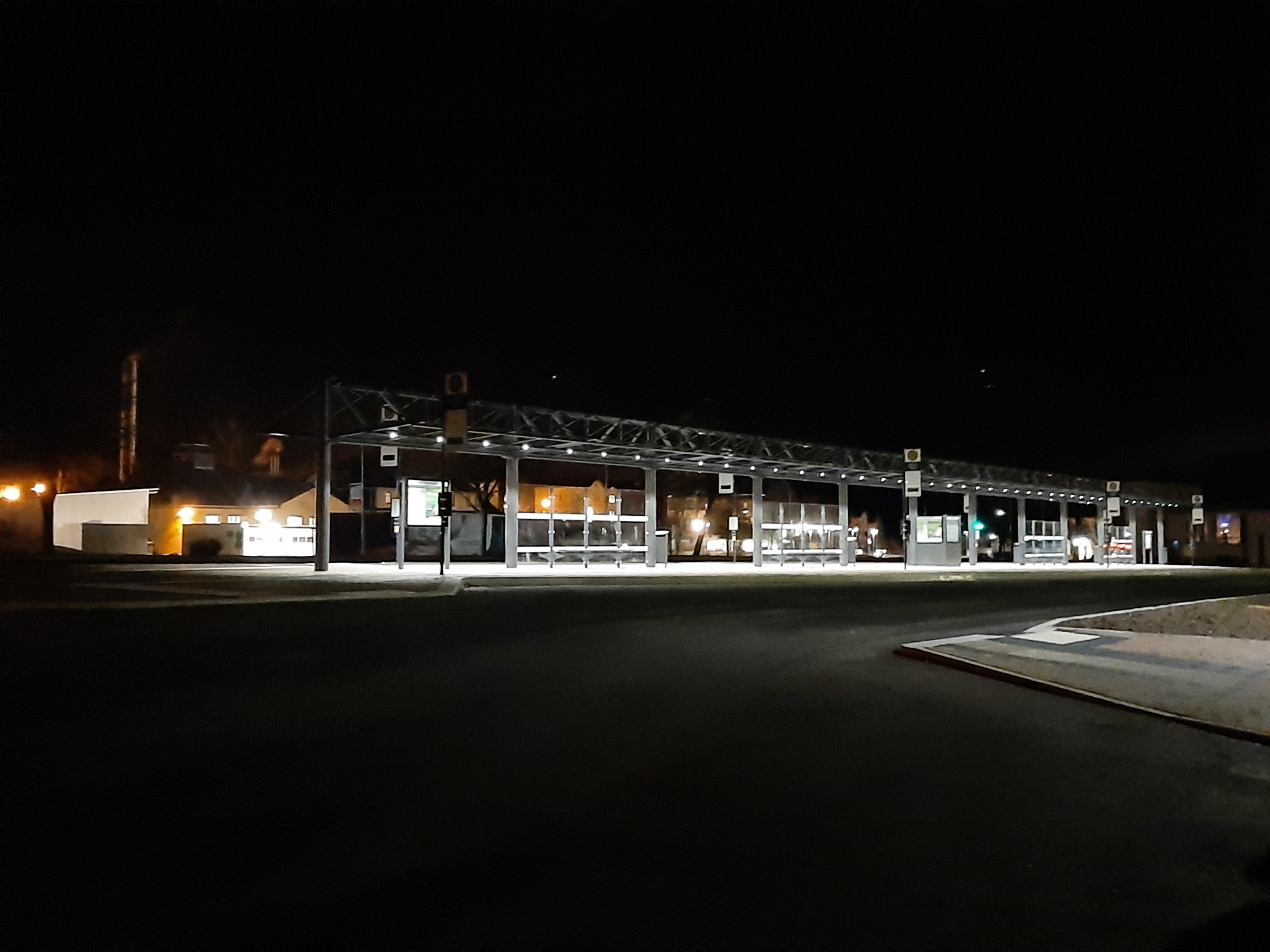
Neuer Busbahnhof (seit 2022)

Rodewisch besitzt einen für die Stadtgröße recht großen Busbahnhof mit 8 Abfahrtssteigen, der als zweitgrößter Knotenpunkt im vogtländischen ÖPNV nach dem Oberen Bahnhof Plauen gilt. Im Integralen Taktfahrplan im Vogtlandkreis stellt er einen Halbknoten dar. Der Busbahnhof wurde 2022 mit einem Mittelbussteig neugebaut. Das Projekt wurde zwei Mal verschoben, weil es zunächst überdimensioniert war.
Besonders stark verknüpft ist das Busnetz von Rodewisch mit der Nachbarstadt Auerbach. Zwischen beiden Städten verkehren bis zu 7 Fahrten pro Stunde. Die PlusBus-Linien 10, 50 und 70 ergeben zusammen einen 20-Minuten-Takt nach Auerbach und Falkenstein.
Stand: 15. Dezember 2024
| Linie | Endpunkte                                  | Verlauf                                     | Klassifizierung |
| ----- | ------------------------------------------ | ------------------------------------------- | --------------- |
| 10+   | Falkenstein ↔ Reichenbach                  | Auerbach – Rodewisch – Lengenfeld           | PlusBus         |
| 12    | Auerbach Neumarkt ↔ Rodewisch Randsiedlung | Rodewisch Busbahnhof – Rodewisch Bahnhof    | StadtBus        |
| 20+   | Rodewisch ↔ Klingenthal                    | Auerbach – Beerheide – Tannenbergsthal      | PlusBus         |
| 50+   | Plauen ↔ Rodewisch                         | Taltitz – Oelsnitz – Falkenstein – Auerbach | PlusBus         |
| 60+   | Rodewisch ↔ Treuen                         | Auerbach – Rebesgrün – Schreiersgrün        | PlusBus         |
| 61    | Rodewisch ↔ Schönheide                     | Auerbach – Schnarrtanne                     | TaktBus         |
| 64    | Rodewisch ↔ Schönheide                     | Wernesgrün – Rothenkirchen – Stützengrün    | TaktBus         |
| 65    | Rodewisch ↔ Röthenbach                     | Wildenau                                    | RufBus          |
| 67    | Rodewisch ↔ Rützengrün                     |                                             | RufBus          |
| 70+   | Plauen ↔ Rodewisch                         | Theuma – Bergen – Falkenstein – Auerbach    | PlusBus         |

#### Flugverkehr
Der nächste Flugplatz ist der Auerbacher. Die nächsten internationalen Flughäfen sind Leipzig/Halle und Dresden.

### Bildung, Schule und Spielplätze

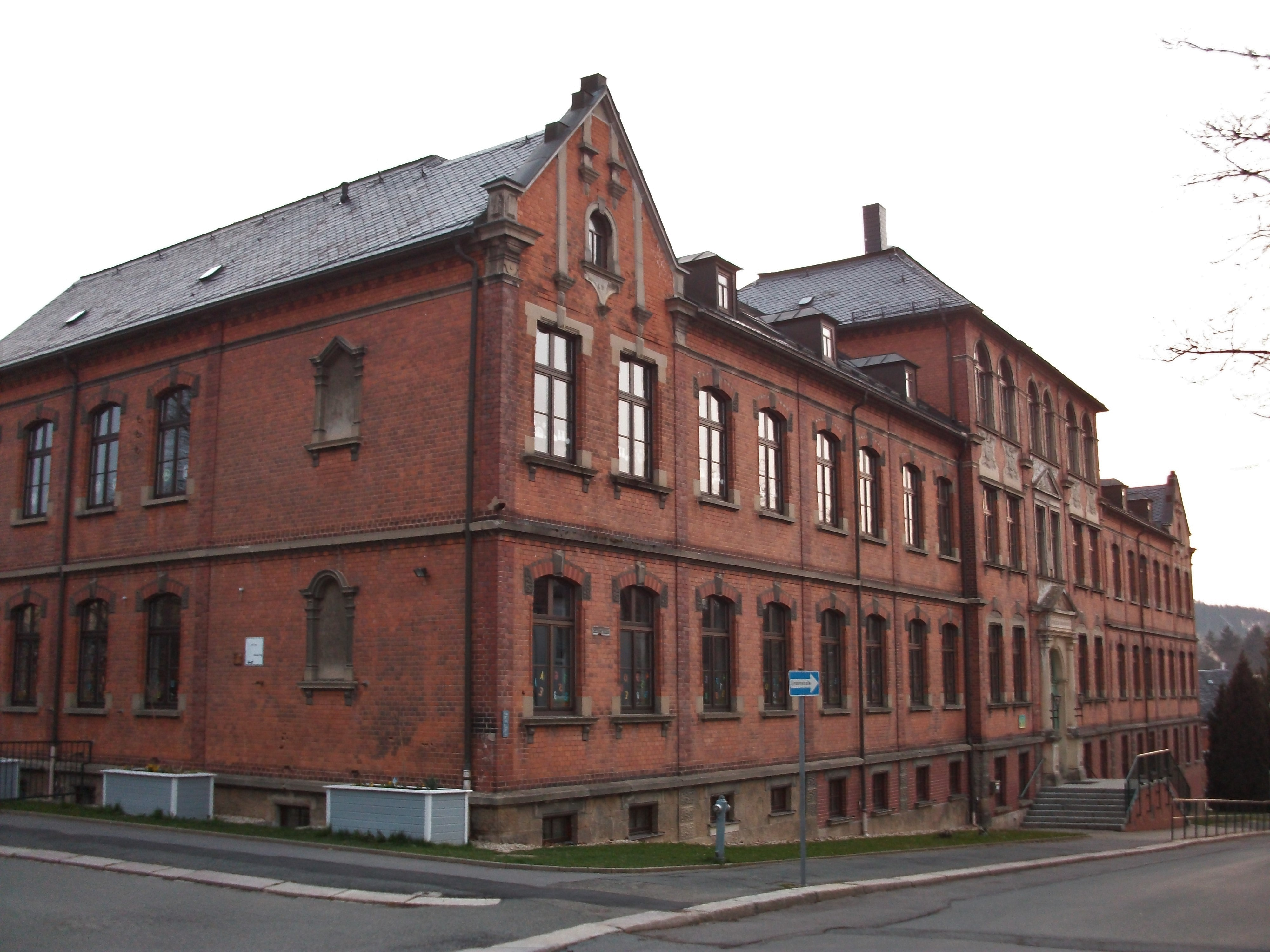
Friedrich-Schiller-Grundschule Rodewisch

In Rodewisch gibt es fünf Kindergärten („Schwalbennest“ in der Bahnhofstraße; „Flohkiste“ in der Rützengrüner Straße; „Zwergenland“ in der Alten Lengenfelder Straße; „Kinderland Bummi“ in der Straße der Jugend und der Evangelische Kindergarten St. Petri). Letztgenannter befand sich in kirchlicher Trägerschaft und ist heute bei der Diakonie. In Rodewisch gibt es fünf Spielplätze: im Stadtpark und im Schillerpark, in der neuen Wildenauer Straße, dem Wohngebiet Steinbergblick und in der Saarstraße (Randsiedlung). Außerdem sind Spielplätze in Rützengrün und Röthenbach.
Weiterhin gibt es in Rodewisch folgende Schulen:
- Friedrich-Schiller-Schule (Grundschule, 2021: 221 Schüler in 10 Klassen bei 16 Lehrern[44]),
- Johann-Heinrich-Pestalozzi-Gymnasium (2021: 554 Schüler in 18 Klassen bei 50 Lehrern; ohne Jahrgangsstufen 11 und 12; 2021: 73 Absolventen),
- Berufliches Schulzentrum Vogtland, Schulteil Rodewisch (ca. 450 Schüler)
- „Klinikschule“ des Landeskrankenhauses (2023: ca. 70 Schüler, 8 Lehrer)[45].

Das Berufliche Schulzentrum in Rodewisch umfasst die Bereiche Informatik und Wirtschaft. Die Ausbildung dauert, im Gegensatz zur sächsischen Gymnasialausbildung, die nur 8 Jahre dauert, in der Oberstufe drei Jahre; die Gesamtschulzeit somit 13 Jahre.
Früher gab es in Rodewisch auch eine Mittelschule in der Straße der Jugend. Sie wurde zeitweise als Flüchtlingsunterkunft genutzt. Mittlerweile wurde sie abgerissen.
In Rodewisch gibt es auf der Jahnstraße eine nicht in Trägerschaft des Landkreises befindliche Musikschule. Sie gibt in der Umgebung, besonders jedoch in Rothenkirchen, (Weihnachts-)Konzerte.
Nächstgelegene Fachhochschule ist die Westsächsische Hochschule Zwickau mit einem Fachbereich in Reichenbach. Die nächste wissenschaftliche Hochschule ist die TU Chemnitz.

### Feuerwehren
Rodewisch hat eine Freiwillige Feuerwehr, deren Feuerwehrhaus im Mühlenweg, am Wernesbach gelegen, direkten Zugang zur Bundesstraße 169 hat. Auf einem Bild vom 21. Juni 1914 sind mindestens 53 Kameraden zu zählen. Die Feuerwehr verfügt über mehrere Einsatzfahrzeuge. Es gibt mehrere Feuerwehrvereine in Rodewisch:
- Feuerwehrverein Röthenbach,
- Feuerwehrverein Rützengrün,
- Feuerwehrförderverein Rodewisch,
- Blaskapelle der Freiwilligen Feuerwehr Röthenbach im Vogtland.

Es gibt eine Jugendfeuerwehr.

### Krankenhäuser und ärztliche Versorgung

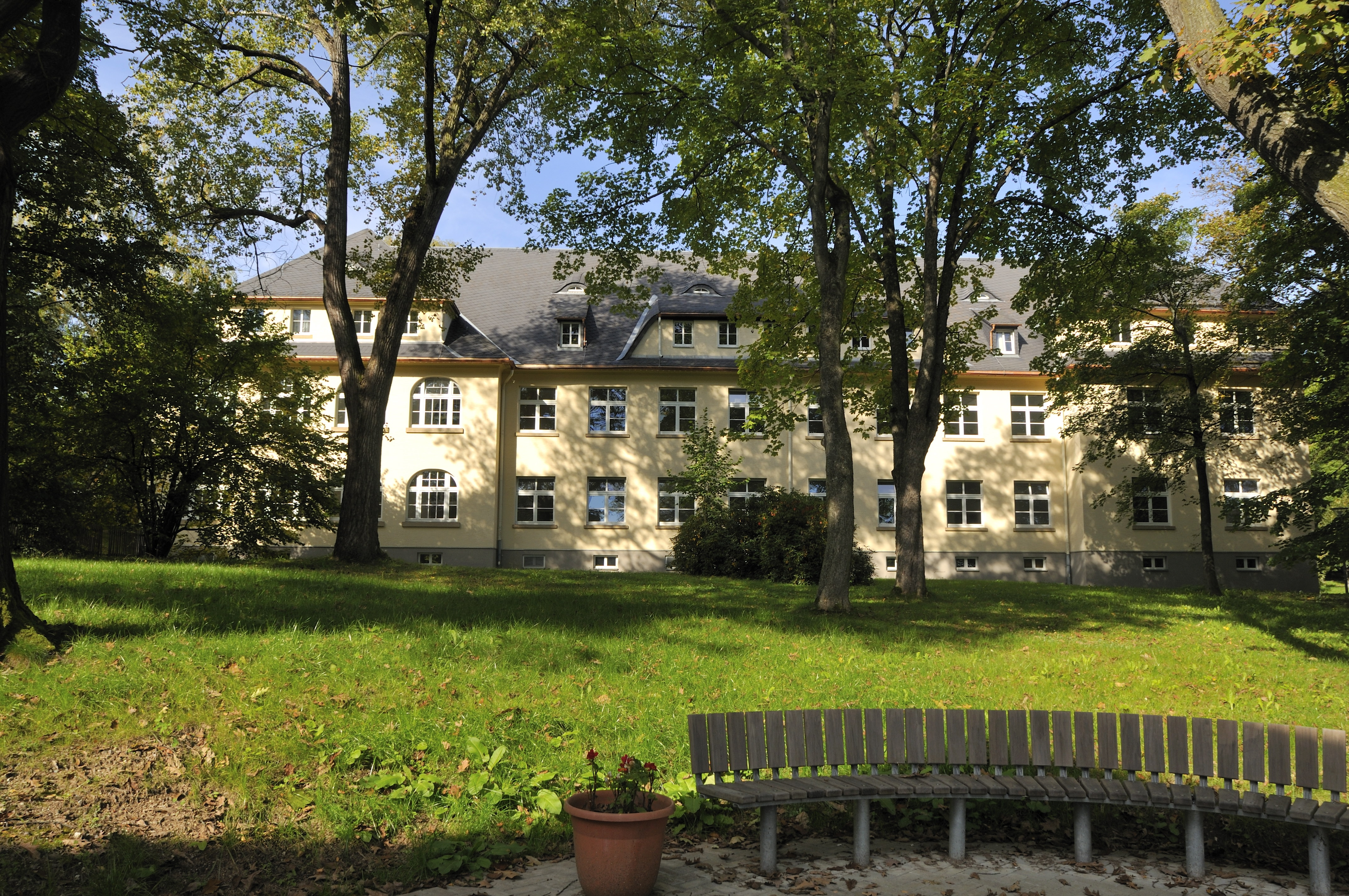
Fachkrankenhaus in Rodewisch

Kliniken „Obergöltzsch“...

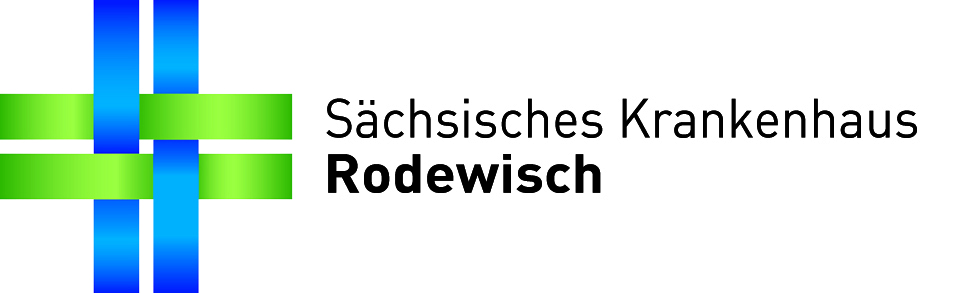
...und „Untergöltzsch“.

1893 entstand in Untergöltzsch auf dem 1888 vom sächsischen Staat aufgekauften Rittergut Göltzsch eine Landes-Heil- und -pflegeanstalt für Geisteskranke. Von 1964 an wurde diese Anstalt als Bezirksfachkrankenhaus für Psychiatrie und Neurologie betrieben. Nach 1990 erhielt es die Bezeichnung Sächsisches Krankenhaus für Psychiatrie und Neurologie Rodewisch; umgangssprachlich wird es in Abgrenzung zur anderen Klinik als Krankenhaus Untergöltzsch bezeichnet.
Das Allgemeinkrankenhaus Klinikum Obergöltzsch Rodewisch, dessen Träger der Vogtlandkreis ist, und die erstgenannte Klinik wurden nach 1990 saniert und ausgebaut. Am Krankenhaus gibt es ein Medizinisches Versorgungszentrum (Poliklinik).
Nach Angaben der Stadt praktizieren in Rodewisch vier niedergelassene Allgemeinmediziner und zwei Internisten, drei Zahnärzte sowie weitere Mediziner (HNO, Neurologe, Kinderärzte, Augenarzt, Orthopäde). Es gibt eine Dialysepraxis mit zwei Ärzten.
Es gibt zwei Apotheken. Die erste Apotheke Rodewischs eröffnete 1891 der Apotheker Budich.

### Landwirtschaft
Die besonders kalten klimatischen Bedingungen des Vogtlandes, die oftmals zu schlechten Ernten führten, machten die Viehwirtschaft für die Bauern bedeutend. Alle drei Rittergüter verfügten über große Schäfereien mit mehreren hundert Tieren. Aus den zunächst großen Höfen, den sogenannten Dreiseithöfen, entstanden durch Erbteilung nach und nach kleinere Höfe und zuletzt nur noch Häuser mit einem kleinen Ackergrundstück. Die Besitzer wurden „Haisler“ genannt. Andere wurden beispielsweise als „Kühbauern“ oder „Ziegnbauern“ bezeichnet. Im Zuge der Industrialisierung und der Ansiedlung vieler größerer Betriebe wurden viele Bauern zu Fabrikarbeitern.
Im Dritten Reich wurde die bisherige Praxis der Erbteilung verboten und die großen Betriebe wurden auf maximal 25 ha flächenbegrenzt. In den Notzeiten der Stunde Null wurden die früher belächelten Klein(st)-Bauern beneidet, weil sie sich als Selbstversorger auch ohne das wertlos gewordene Geld versorgen konnten. Die Rote Armee führte noch 1945 eine Bodenerhebung mit folgendem Ergebnis durch:
| Parameter | Ergebnis        |
| --- | --------------- |
| genutzt Bodenfläche | 1.310 ha        |
| - davon Felder/Wiesen - davon Wald                                                                                       | 1.000 ha 400 ha |
| Anzahl der Betriebe | 60              |
| - Anstaltsgut Untergöltzsch (130 ha) - Großbetriebe (75–20 ha) - mittlere Betriebe (20–10 ha) - Kleinbetriebe (5–3,5 ha) | 1 19 26 4       |

Aufgrund der prekären Situation wurden sogar zwischen Bahngleisen und im erst wenige Jahre zuvor schön hergerichteten Stadtpark Beete bewirtschaftet.
In der SBZ/DDR wurden die staatlichen Eingriffe in die Landwirtschaft, die bereits unter der NS-Herrschaft bestanden, fortgesetzt. Es entstand 1949 eine sogenannte „Maschinen-Traktoren-Station“ (MTS) auf Rebesbrunner Flur, in der 10 Traktoren, 6 Mähbinder und 11 Pflüge standen. Ab 1953 hieß sie „Maschinen-Ausleih-Station“. Im selben Jahr wurde auch mit der Kollektivierung der Landwirtschaft begonnen. Wie bereits in der Sowjetunion, in der Kolchosen bestanden, wurden in der DDR LPGen gegründet. 1960 wurde der letzte Bauer in eine LPG gezwungen. Insgesamt bestanden 9 LPGen auf dem Gebiet des heutigen Rodewisch. In der Rodewischer MTS, die im Laufe der Jahre ihre Bedeutung zugunsten der einzelnen landwirtschaftlichen Betriebe bzw. einer RTS (Reparaturstation) in Rebesgrün verlor, waren später 101 Traktoren, 16 Mähdrescher und weitere Geräte organisiert.
Rodewisch war zudem ein Mühlenort. Schon für 1473 ist die erste Mühle belegt. 13 Mühlen sind insgesamt belegbar, davon allein 6 am Wernesbach. Die meisten Mühlen befanden sich somit ungefähr am heutigen Feuerwehrgelände bis in die Uferstraße in Richtung Niederauerbach. Im Rittergutsbezirk Obergöltzsch gab es lediglich zwei Mühlen. Eine von ihnen wurde 1909 als einzige elektrifiziert.

### Wirtschaft
2020 wurden in Rodewisch 55 Gewerbe an- und 49 Gewerbe abgemeldet. Rodewisch hat einen überdurchschnittlichen Einpendlerüberschuss und hebt sich diesbezüglich entsprechend von anderen Gemeinden der Umgebung ab.

#### Industrie
Früher gab es in Rodewisch und der Umgebung von Plauen eine stark ausgeprägte Textilindustrie. Bis vor wenigen Jahren zeugten davon in Rodewisch noch große Fabrikgebäude. In der Sächsischen Filztuchfabrik F. L. Wolf & Söhne standen 1903 die größten Webstühle Europas. Die Ertex-Fabrik ist der einzige noch produzierende Textilbetrieb in Rodewisch.
Durch die Autobahn A 72 siedeln sich viele Industriebetriebe an, z. B. Goldbeck in Treuen. Größter Rodewischer Arbeitgeber mit über 500 Mitarbeitern an vier Standorten ist die VSTR AG, die vornehmlich Straßenbau betreibt. Die Geschichte des Unternehmens reicht bis vor die Gründung des VSTR 1990 zurück. Schon 1958 wurde eine Vorläufer-Genossenschaft gegründet.
Im Baugewerbe waren 2020 insgesamt 12 Betriebe angemeldet, mindestens 471 Personen waren dort beschäftigt. In Rodewisch wurden 2020 fünf neue Wohngebäude errichtet, darunter drei mit nur einer Wohnung. Im Bergbau und im verarbeitenden Gewerbe waren zwei Betriebe aktiv.

#### Landwirtschaft
In einer ländlich geprägten Region wie dem Vogtland spielt auch die Land- und Forstwirtschaft eine wichtige Rolle. Das zeigt sich an 16 angemeldeten landwirtschaftlichen Betrieben (2020), die insgesamt 686 ha bewirtschaften. Die Ackerfläche belief sich auf 285 ha. Zum 1. März 2020 wurde eine Viehzählung durchgeführt. Damals hatten neun Betriebe 523 Rinder; zwei Betriebe hielten Schweine, vier Hühner. 35 Einhufer (Pferde, Esel, Maultiere und weitere) wurden in fünf Betrieben gehalten, 64 Schafe in drei Betrieben. Ein Betrieb hielt Ziegen.

## Kultur und Sehenswürdigkeiten

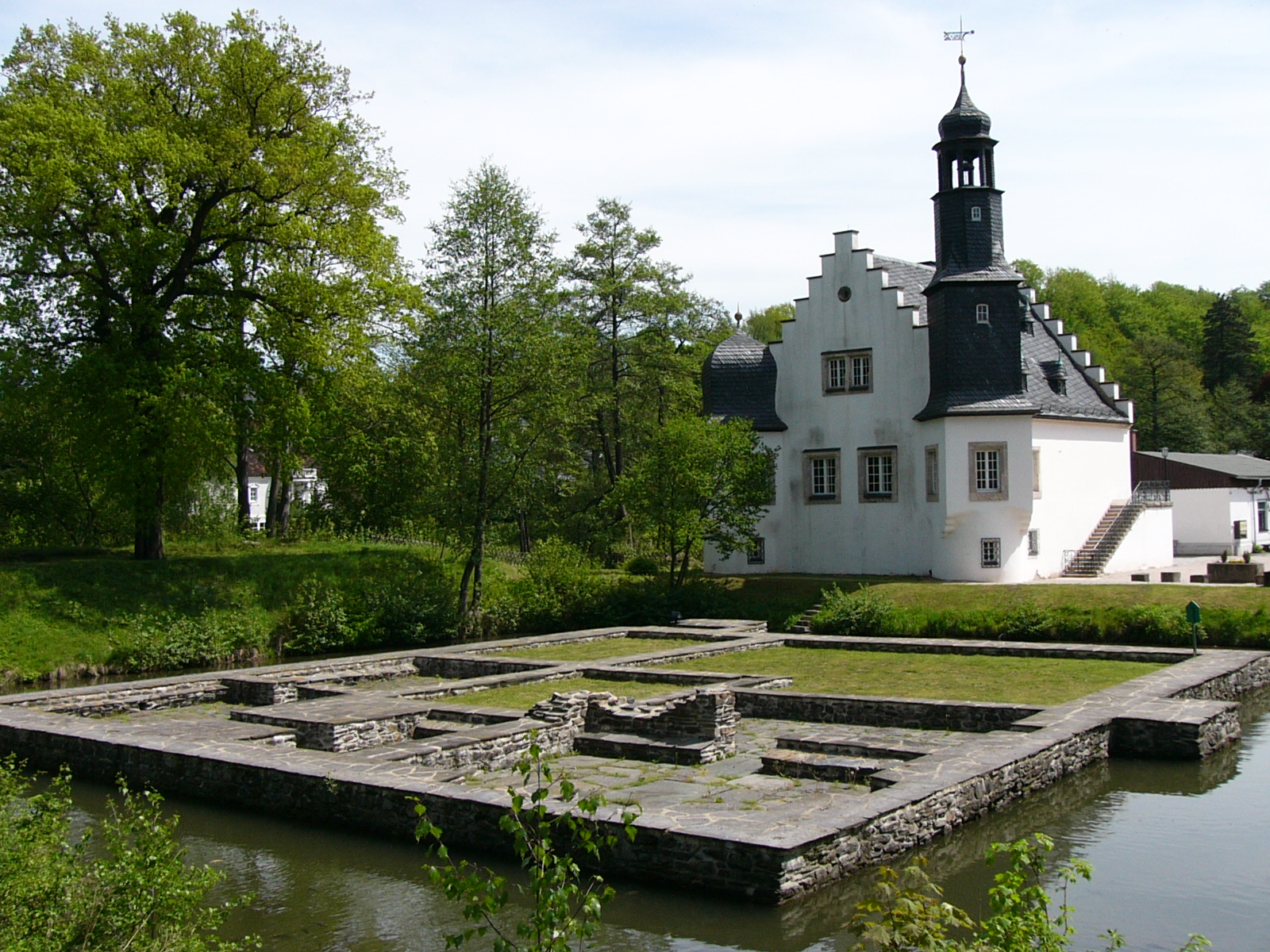
Schloßinsel

### Historische Bauwerke
- Schloßinsel und Museum „Göltzsch“: Das Museum Göltzsch wurde 1951 eröffnet. Den Grundstock seiner Exponate bildeten die Ausgrabungsstücke der alten Wasserburg, die von 1937 bis 1939 auf dem Inselgelände freigelegt wurden. Tausende Gegenstände des täglichen Bedarfs aus der Zeit des 13. bis 16. Jahrhunderts wurden in mühevoller Kleinarbeit ausgegraben, konserviert und teilweise restauriert. Der Denkmalpfleger Hans Nadler promovierte 1940 mit einer Dissertation über die Befunde. Das Museum Göltzsch ist aufgrund von Personalmangel seitens der Stadt seit Jahren geschlossen.
- Die St.-Petri-Kirche (1736) hat einen Kanzelaltar aus der Entstehungszeit, einen Altar des Zwickauer Bildschnitzers Peter Breuer, der auf die Zeit um 1516/-17 datiert wird, sowie eine Petrusstatue desselben Künstlers.[59] Beeindruckend sind auch ein Verkündigungsengel von 1714 sowie die Jehmlich-Orgel. Einen Peter-Breuer-Altar gibt es auch in der Johanniskirche Röthenbachs.

### Glaube und Religion
Durch 40 Jahre der säkularen DDR, in der viele Christen aus den Kirchen austraten, ist die Mehrheit der Menschen in Mitteldeutschland konfessionslos. Die vorherrschende Konfession ist die evangelisch-lutherische. Andere Religionen sind kaum vertreten. Am örtlichen Pestalozzi-Gymnasium wird neben dem Fächern Ethik und Religion (ev.) aber auch Religion (kath.) angeboten. Der Unterricht erfolgt aber in diesem Falle nicht im Gymnasium, sondern am Nachmittag außerhalb der Schule.
Auf Rodewischer Flur gibt es folgende kirchliche Einrichtungen:
- St.-Petri-Kirche Rodewisch (oberhalb des oberen Postplatzes);
- Martin-Luther-Kirche Rützengrün (Ortsausfahrt Richtung Rodewisch);
- Johanniskirche Röthenbach (Kirchgemeinde Lengenfeld);
- Evangelisch-methodistische Friedenskirche Rodewisch (Am Berge 1);
- Landeskirchliche Gemeinschaft (Jahnstraße 10b);
- Jugendhaus und Gemeindehaus (Rützengrüner Straße).

Weiterhin gibt/gab es in Rodewisch drei Friedhöfe:
- städtischer Friedhof um die St.-Petri-Kirche;
- Friedhof am Krankenhaus Obergöltzsch (aufgelöst, lediglich einige Grablagen erkennbar)
- Friedhof am Krankenhaus Untergöltzsch (weitgehend aufgelöst, einige Gräber sind erhalten, bis in die 1950er Jahre wurde hier bestattet; auf Teilen des Geländes sind heute Schafe; Mahnmal zu Ehren gefallener Soldaten (siehe oben))

Folgende Einrichtungen gibt es nicht mehr:
- am Krankenhaus Untergöltzsch die Kirche (heute Sporthalle) und die Trauerhalle (heute Schafstall);
- katholischer Treffpunkt zwischen Gymnasium und Gemeindehaus der Protestanten.

### Schulsternwarte und Planetarium „Sigmund Jähn“
Die Schul- und Volkssternwarte mit Kleinplanetarium ist von Bedeutung, weil hier am 8. Oktober 1957 bzw. am 13. Oktober 1957 die Trägerrakete des Sputnik 1 bzw. der Satellit selbst erstmals photographiert wurde. Somit gelang in Rodewisch die erste Aufnahme eines durch Menschen in das Weltall gebrachten Objektes überhaupt.
Von der Sternwarte Rodewisch gehen die Planetenwege Vogtland aus.

### Sport und Sportstätten

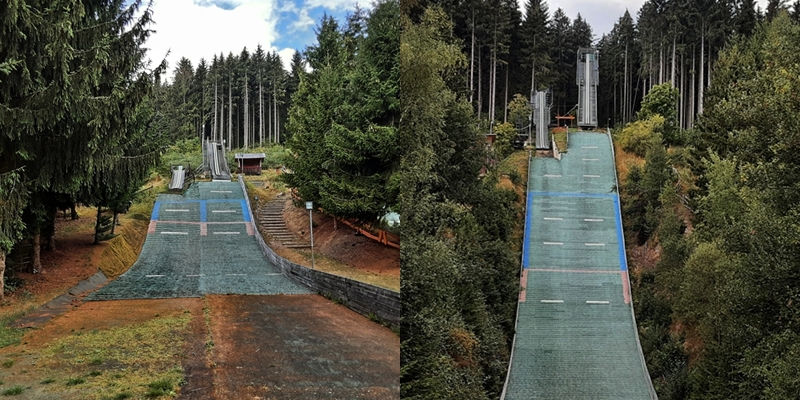
Die Steinbergschanzen in Rodewisch.

Die Göltzschtalhalle Rodewisch (Baujahr 1996) ist eine Mehrzwecksporthalle (45 × 27 m), die vorrangig für den Schul- und Vereinssport genutzt wird.
In Rodewisch gibt es die 4 Steinbergschanzen⊙. Sie befinden sich nicht, wie der Name vermuten lässt, am Hang des Steinberges, sondern mit Blick auf den Steinberg in ostnordöstliche Richtung. Die größte Schanze hat einen K-Punkt von 45 m. Der Schanzenrekord beträgt 53,0 m. Die Schanze wurde 1980 errichtet und 2006 umgebaut.
Das Stadion der Jugend⊙ ist der Spielort des 1. FC Rodewisch. Es liegt nahe der Schloßinsel.
Rodewisch verfügt über einen Pumptrack⊙ mit etwa 2.000m2 Strecke. Für rund 300.000 Euro wurde dort auch ein Wasserspielplatz für Kinder errichtet.
Rodewisch hat mehrere Sportvereine:
- Der 1. FC Rodewisch, gegründet 1908
- TSG Rodewisch Abteilung Gewichtheben, zurzeit (2018) 1. Bundesliga und Landesliga als Kampfgemeinschaft „Athletenteam Vogtland“ zusammen mit dem AC Atlas Plauen
- Judo-Regionalligist JV Ippon Rodewisch (einst 2. Bundesliga, auf Regionalliga herabgestuft)
- Schachverein Rodewischer Schachmiezen (1. Bundesliga)
- Wintersportgemeinschaft Rodewisch e. V.
- SV Medizin Rodewisch e. V. (Kegeln)
- Rodewischer Handballwölfe
- VSV Fortuna Göltzschtal (Volleyball)
- SV Grün-Weiß Röthenbach e. V. (Tischtennis)

In der Gemeinde gibt es etliche Möglichkeiten zur Unterhaltung (z. B. Jugendclubs, Vereine). Die umliegenden Wälder eignen sich zum Wandern, insbesondere auch die genannten Planetenwege. Ein Spiel- und Sportplatz bietet Raum zur Freizeitgestaltung.

### Kultur

#### Kulturvereine
- ArsVitae-Cafe Rodewisch (Vermietung von Räumen für Feierlichkeiten, Musikveranstaltungen, ...)
- Insel Kino Rodewisch e. V.
- Musikschule Rodewisch e. V.
- Vereinigung der Ziergeflügel und Exotenzüchter Vogtland e. V.
- Rassekaninchenzüchterverein Rodewisch e. V.
- Heimatverein Röthenbach e. V.
- Heimatverein Rützengrün e. V.
- Frauenchor Rodewisch[63]

#### Bibliothek
Auf der Schulstraße gegenüber der St.-Petri-Kirche befindet sich die Rodewischer Bibliothek. Die Stadt Rodewisch sah sich ab 2022 nicht mehr im Stande den Betrieb allein fortzuführen. Rodewischs Bürgermeisterin Schöniger gab bekannt, dass eine Vereinbarung mit Auerbach getroffen wurde, um den Standort aufrechtzuerhalten.

#### Museen
- Museum „Göltzsch“ auf der Schloßinsel (seit Jahren geschlossen)
- Schulmuseum der Pestalozzischule im Schulturm

### Veranstaltungen
- Traditionell findet am letzten Juliwochenende die erste Kirmes in der Umgebung statt. Dabei wird jedes Jahr der Rote Wisch ausgekegelt, der der Stadt der Sage nach ihren Namen gegeben haben soll. Zudem findet am Kirmessonntag ein Feuerwerk statt. Über die gesamte Zeit findet auf dem Anger ein Rummel statt und ein Festzelt wird aufgebaut. Nach dem Bau eines mit Borden ausgestatteten Parkplatzes auf dem Anger konnte 2022 kein Festzelt mehr aufgestellt werden. Auch in den kommenden Jahren soll kein Zelt mehr aufgestellt werden. Im selben Jahr wurde aus Kostengründen auch auf das Feuerwerk und auf das Auskegeln des Wischs verzichtet. Ein Kommentar in der „Freien Presse“ sprach von „Tradition auf Abstellgleis“.[64][65] Die Kirmes geht von Freitag bis Sonntag, früher gab es auch einen Kirmesmontag. Ab 2023 wird die Kirmes an der Schloßinsel stattfinden, an der die Infrastruktur für die Schausteller nicht existiert.
- Seit der Corona-Pandemie wurde 2021, um den Ausfall der Kirmes zu kompensieren, das Insel- und Parkfest ausprobiert, das 2022 parallel zur Kirmes stattfand.
- Seit 1993 findet anfangs jährlich, später im Zweijahresrhythmus, das Fränkische Weinfest statt. Dazu kommen regelmäßig auch Vertreter aus der Partnerstadt Gerolzhofen nach Rodewisch.[66]
- stets am ersten Adventswochenende findet der Weihnachtsmarkt statt

Große Veranstaltungen, wie die vorgenannten, werden regelmäßig auf dem Anger gegenüber dem Rathaus oder auf der Schloßinsel abgehalten.